# 28. Januar
Der 28. Januar (auch 28. Jänner) ist der 28. Tag des gregorianischen Kalenders, somit bleiben 337 Tage (in Schaltjahren 338 Tage) bis zum Jahresende.

## Ereignisse

### Politik und Weltgeschehen

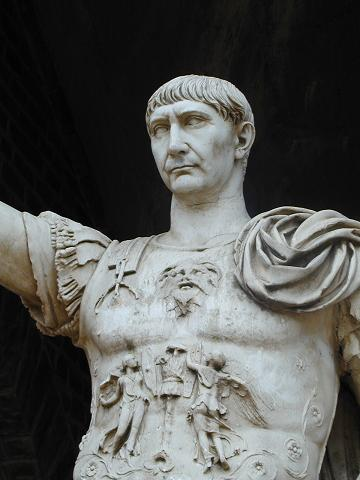
98 n. Chr.: Trajan

- 0098: Nach dem Tod des ersten Adoptivkaisers Nerva wird der von diesem wenige Monate zuvor adoptierte Trajan als erster Provinziale zum römischen Kaiser ausgerufen.
- 0893: Der dreizehnjährige Karolinger Karl III. wird in Reims zum Gegenkönig des Robertiners Odo von Paris erhoben, was zum Bürgerkrieg im aufkeimenden Frankreich führt.
- 1077: Am Höhepunkt des Investiturstreits wird der deutsche König Heinrich IV. auf der Burg Canossa in Oberitalien von Papst Gregor VII. vom Bann gelöst, nachdem er mit seinem Gang nach Canossa seine Bußfertigkeit gezeigt hat.
- 1204: Nikolaos Kanabos wird gegen seinen Willen zum Kaiser des Byzantinischen Reiches gewählt. Nur wenige Tage später wird er wieder abgesetzt.

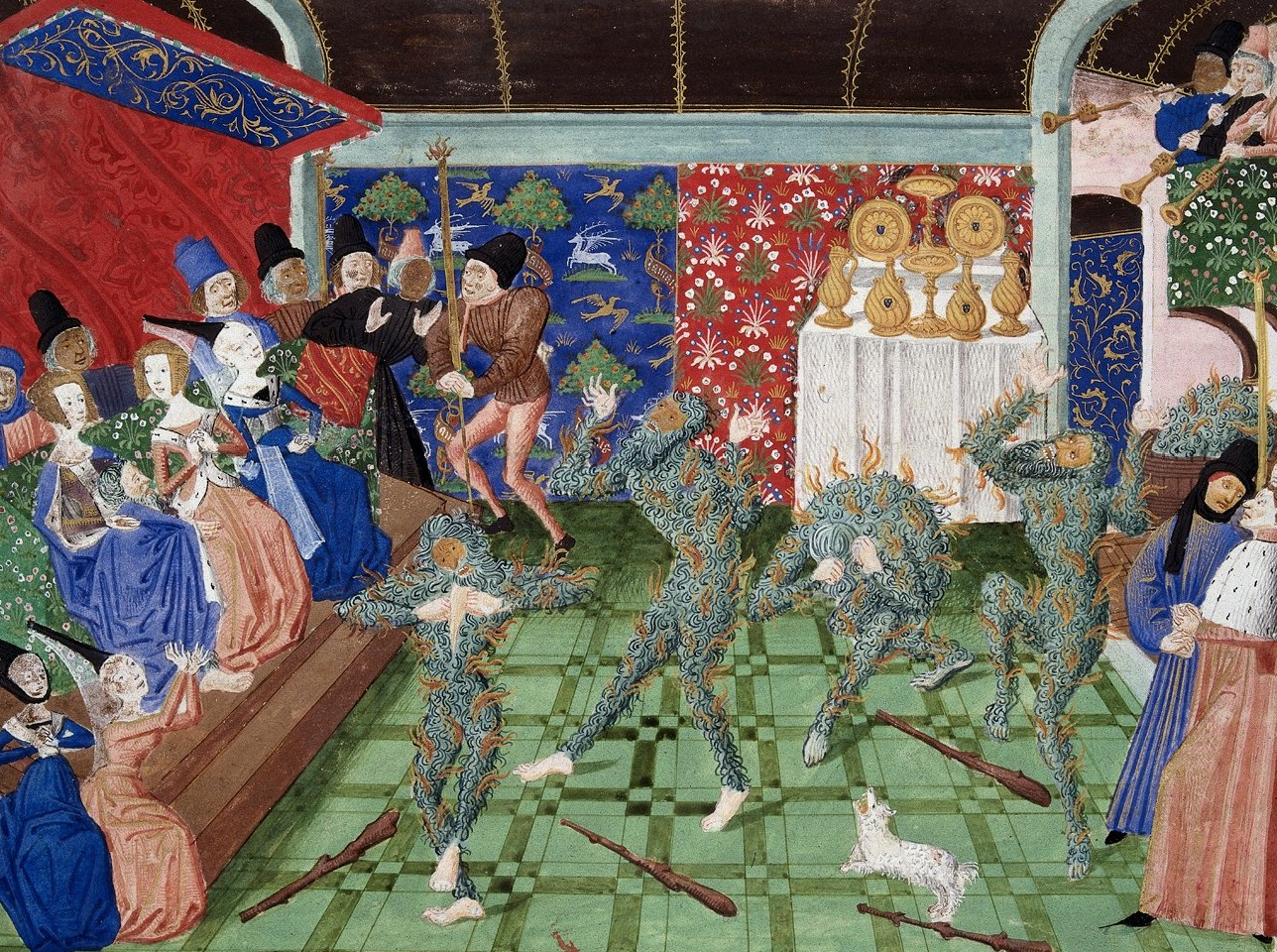
1393: Bal des Ardents

- 1393: König Karl VI. von Frankreich veranstaltet einen Polterabend für eine der Ehrendamen von Königin Isabeau. Bei dem später als Bal des Ardents („Ball der Brennenden“) bekannten Ball kommt es zu einem Brand, der vier Freunde des Königs tötet. Dieser verfällt daraufhin völlig dem Wahnsinn.
- 1519: Herzog Ulrich von Württemberg überfällt die Freie Reichsstadt Reutlingen und beginnt damit einen Krieg mit dem Schwäbischen Bund.

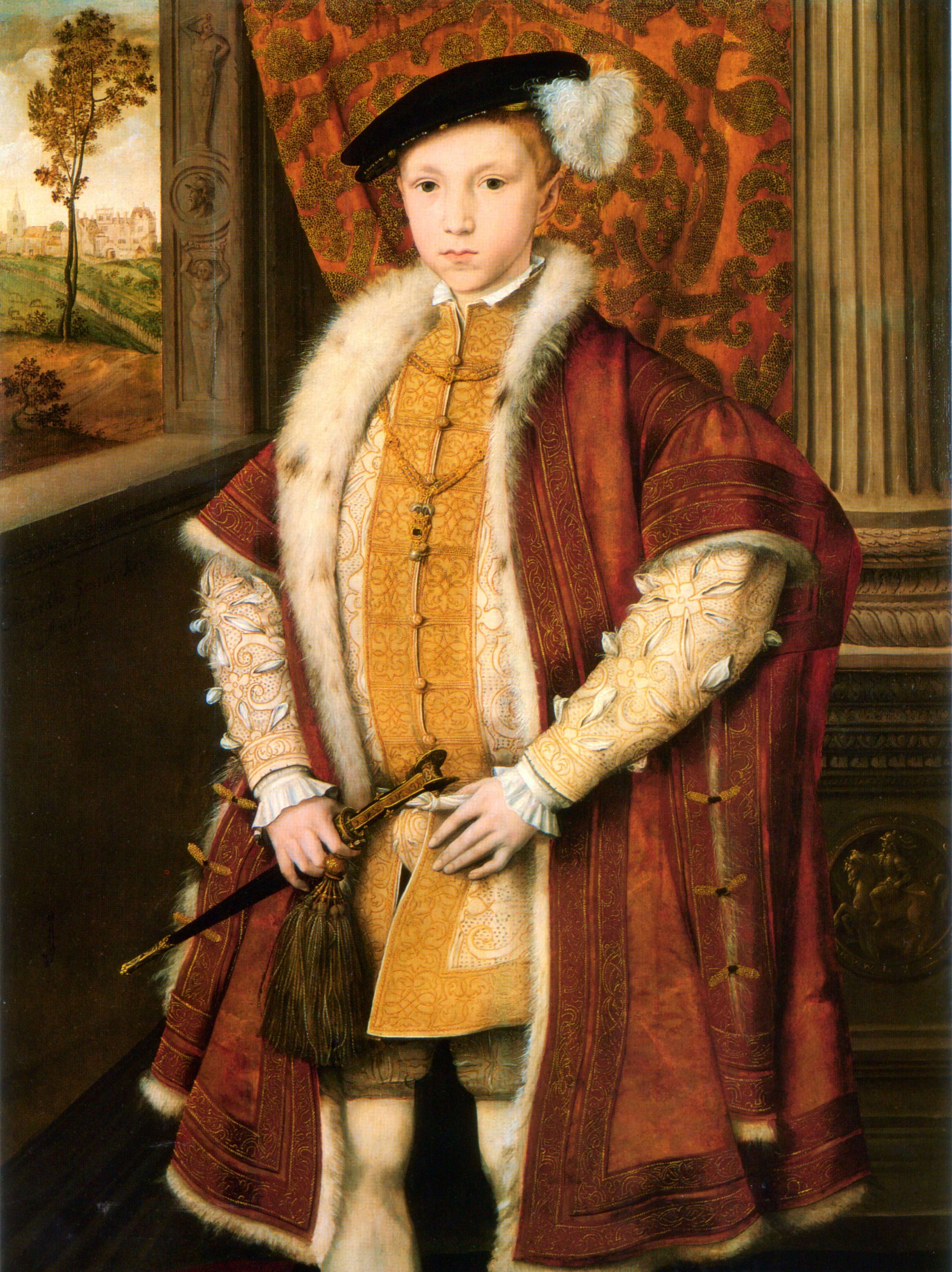
1547: Eduard VI.

- 1547: Nach dem Tod seines Vaters Heinrich VIII. wird Eduard VI. erster protestantischer Herrscher Englands.
- 1795: Die Übergabe der niederländischen Flotte in französische Befehlsgewalt findet statt. Die Schiffe sind in einem strengen Winter bei der Insel Texel von Eis eingeschlossen.
- 1810: Der Tiroler Freiheitskämpfer Andreas Hofer wird auf der Pfandleralm bei St. Martin in Passeier von den Franzosen festgenommen. Sein Versteck hat Franz Raffl verraten.
- 1820: Die russische Antarktis-Expedition unter der Leitung von Bellingshausen und Lasarew entdeckt das antarktische Festland.
- 1827: Nach einem erfolgreichen Aufstand in Peru gegen den in Personalunion mit Großkolumbien herrschenden Simón Bolívar wird Andrés de Santa Cruz peruanischer Präsident.

1846: Schlacht von Aliwal

- 1846: Zwischen der Britischen Ostindien-Kompanie und der Sikh-Armee des Punjab findet im Ersten Sikh-Krieg die Schlacht von Aliwal statt.
- 1871: Drohende Lebensmittelknappheit in Paris nach mehrmonatiger Belagerung zwingt die französische Regierung im Deutsch-Französischen Krieg zum Einlenken. In Versailles wird ein zwischen Otto von Bismarck und Jules Favre ausgehandelter Waffenstillstand vereinbart, der ausdrücklich nicht für die Départements Doubs, Côte-d’Or und Jura gilt. Faktisch beginnt damit die französische Niederlage.
- 1897: In Österreich-Ungarn wird das Patentgesetz erlassen. Es löst die Kaiserlichen Patente ab, die bisher Schutzrechte für Erfindungen gewährten.
- 1912: In Berlin gründet sich der Deutsche Wehrverein (DWV), um die deutsche Bevölkerung von der Notwendigkeit einer wesentlich stärkeren Heeresrüstung zu überzeugen. Den Vorsitz übernimmt General August Keim.
- 1915: Durch die Zusammenlegung von Revenue Cutter Service und Life Saving Service wird die United States Coast Guard gegründet, die Küstenwache der USA.

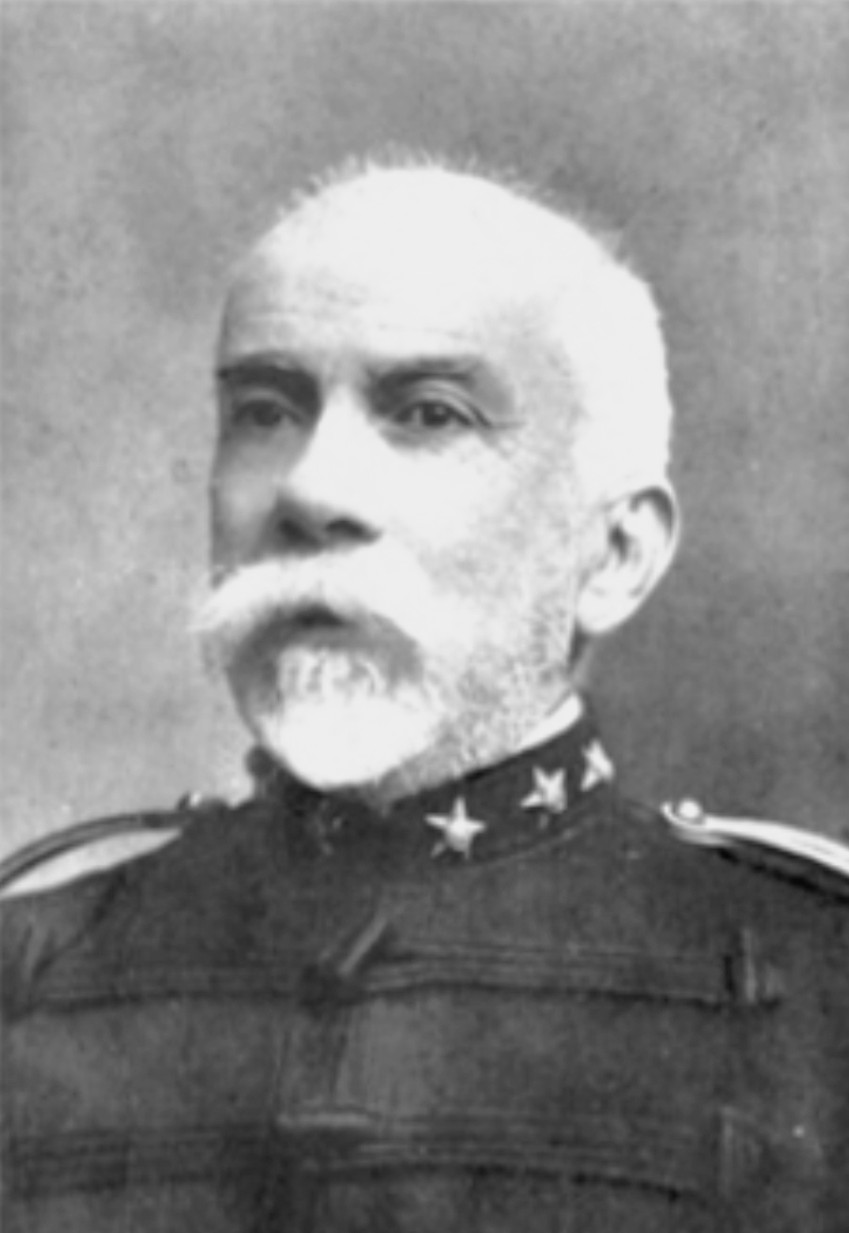
1915: Joaquim Pimenta de Castro

- 1915: Nach dem Putsch vom 25. Januar in Portugal ernennt Präsident Manuel de Arriaga den Führer der Putschisten, General Joaquim Pimenta de Castro zum neuen Ministerpräsidenten.
- 1918: Die russische Rote Armee wird durch einen Beschluss des Rates der Volkskommissare unter der Führung Leo Trotzkis gegründet.
- 1918: Der Spartakusbund um Karl Liebknecht und Rosa Luxemburg ruft zum Januarstreik für bessere Lebens- und Arbeitsbedingungen, das Ende des Ersten Weltkriegs und Demokratisierung auf.
- 1920: In Albanien beginnt der Kongress von Lushnja, eine Nationalversammlung für die Unabhängigkeit des besetzten und von Teilung bedrohten Landes.
- 1932: Japanische Truppen greifen Shanghai an, um den Boykott japanischer Waren während der Mandschurei-Krise zu brechen. Die erste Schlacht um Shanghai beginnt.

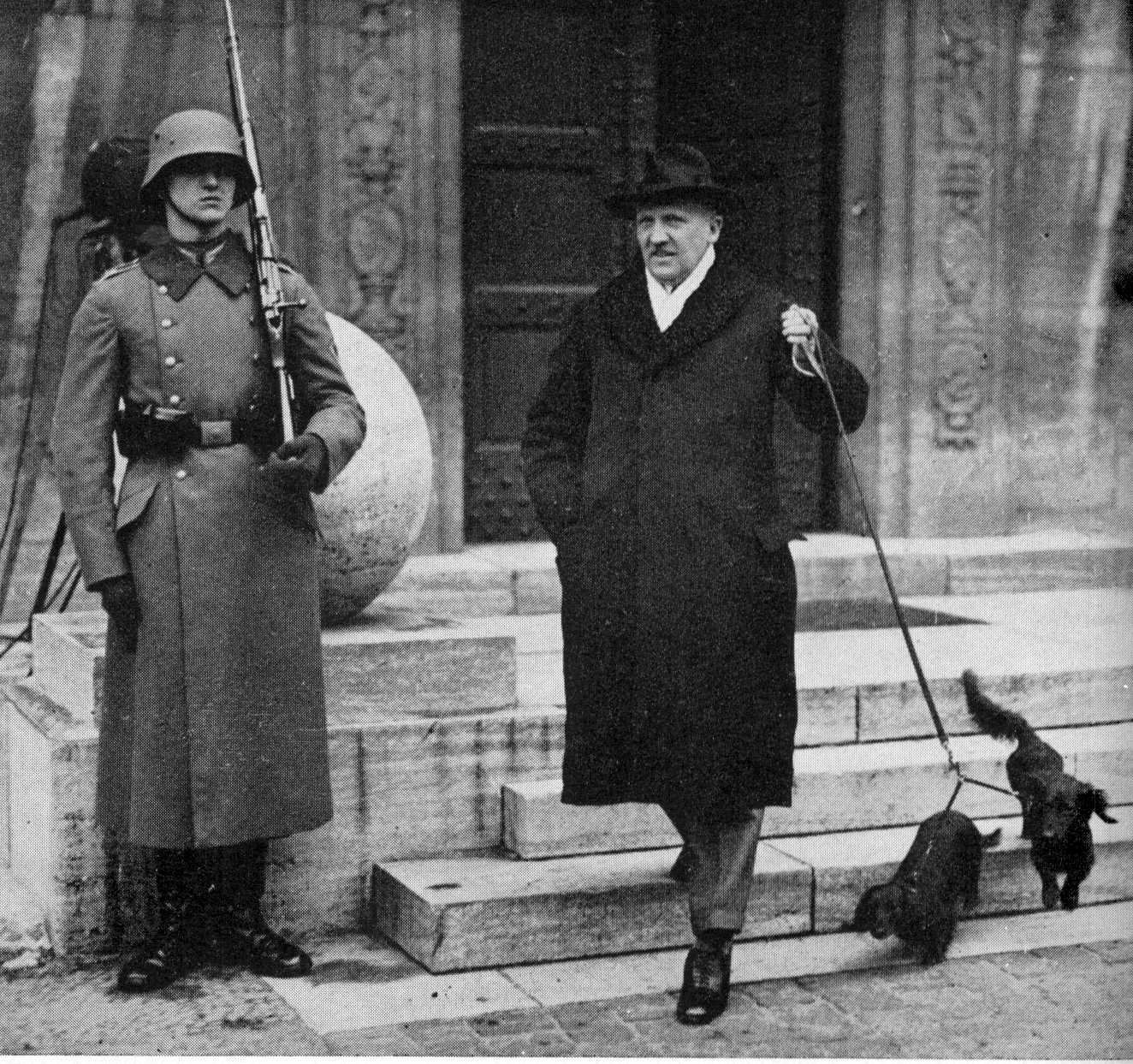
1933: Schleicher beim Auszug aus seiner Dienstwohnung

- 1933: Nach einem Gespräch mit Reichspräsident Paul von Hindenburg tritt der deutsche Reichskanzler Kurt von Schleicher zurück und empfiehlt die Ernennung Adolf Hitlers zum Reichskanzler. Mit der zwei Tage später erfolgenden „Machtergreifung“ endet die Weimarer Republik.
- 1934: Die Sopade, die Auslandsleitung der SPD in Prag, ruft in dem im Neuen Vorwärts erscheinenden Prager Manifest zum Sturz der nationalsozialistischen Regierung Hitler auf.
- 1935: In Island wird das Gesetz über die Unterbrechung der Schwangerschaft beschlossen, mit dem weltweit erstmals ein Schwangerschaftsabbruch unter bestimmten Umständen erlaubt wird.
- 1959: Das Königreich Thailand erhält eine neue Verfassung.
- 1972: Auf Vorschlag der Ständigen Konferenz der Innenminister der Länder werden in Deutschland die Grundsätze zur Frage der verfassungsfeindlichen Kräfte im öffentlichen Dienst als Mittel der Streitbaren Demokratie beschlossen. Der so genannte Radikalenerlass ist eine Reaktion auf den linksradikalen Terror der RAF und soll „verfassungsfeindliche Personen“ von Beamtenstellungen ausschließen.
- 1981: Der Europarat vereinbart die Europäische Datenschutzkonvention, einen Vertrag, der den Schutz und den grenzüberschreitenden Austausch personenbezogener Daten regelt.

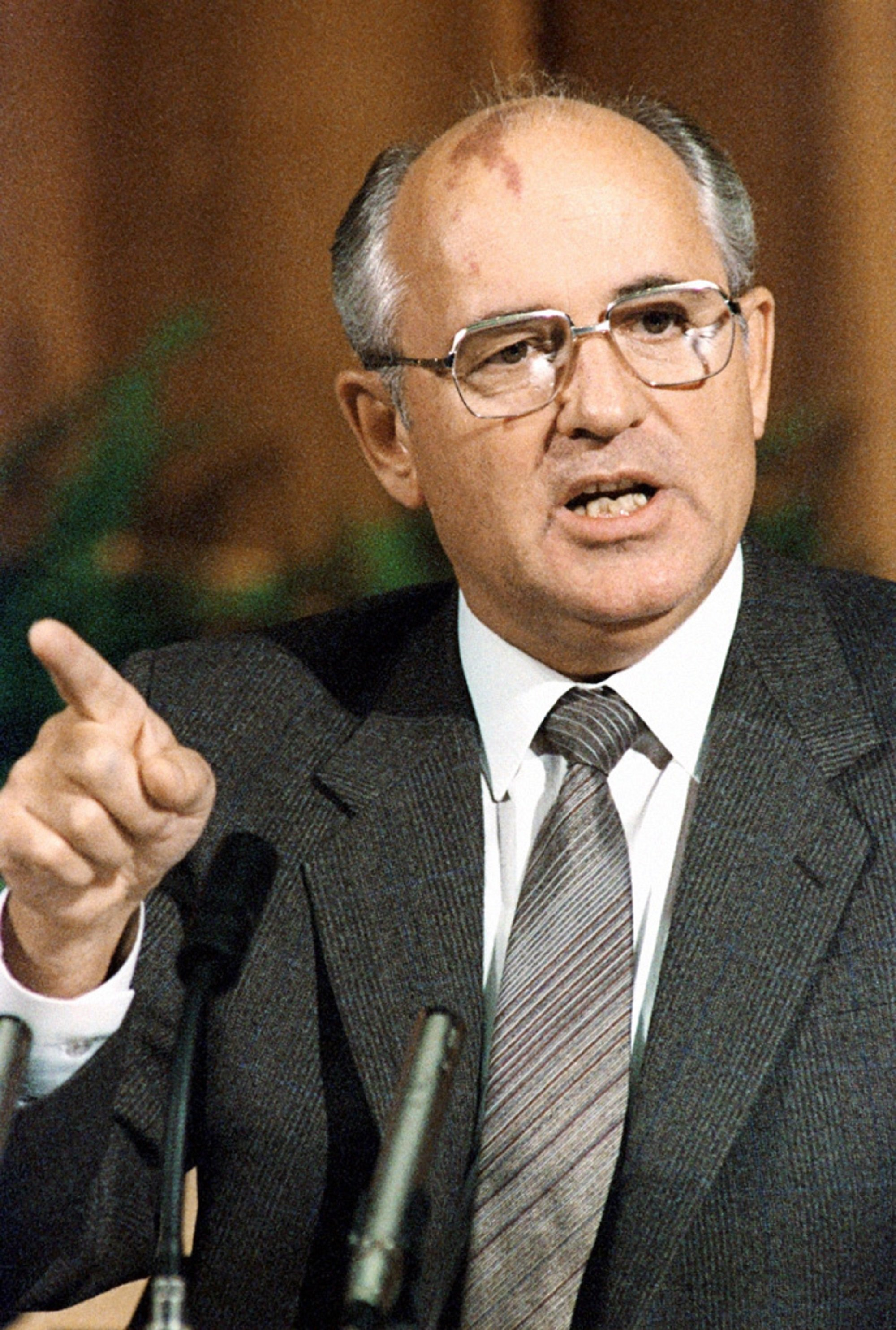
1987: Michail Gorbatschow

- 1987: Michail Gorbatschow fordert in seiner Rede und Schlusswort auf dem Plenum des ZK der KPdSU Reformen: den Beginn von Glasnost und Perestroika.
- 2010: In Dhaka werden fünf an der Ermordung des Staatspräsidenten Mujibur Rahman und seiner Familie im August 1975 beteiligte Militärangehörige durch den Strang hingerichtet.
- 2018: Der finnische Staatspräsident Sauli Niinistö wird schon im ersten Wahlgang wiedergewählt. Es ist das erste Mal in der Geschichte der Direktwahl des Präsidenten von Finnland, dass einem Kandidaten dies gelingt.

### Wirtschaft
- 1505: Das Fondaco dei Tedeschi, die Niederlassung der deutschen Kaufleute in Venedig, ist nach einem nächtlichen Brand am Morgen eine Ruine. Ein Wiederaufbau wird erforderlich.
- 1855: Der erste Zug der Panama Railroad Company verkehrt auf der fertiggestellten Strecke zwischen Colón und Panama-Stadt. Die Route verbindet die beiden Hafenstädte an Atlantik und Pazifik miteinander. Die Investition in Höhe von acht Millionen US-Dollar ist von der Gesellschaft mit Sitz in New York City finanziert, ihre Aktien steigen.
- 1867: Preußen zwingt nach dem Sieg im Deutschen Krieg und der Besetzung Frankfurts am Main das Fürstenhaus Thurn und Taxis, das seit dem Postregal von 1597 die Postbeförderung im Reich innehat, zum Abschluss eines Vertrages über die Aufhebung des Postdienstes, der ab 1. Juli wirksam wird.
- 1873: In Frankfurt am Main wird die Deutsche Gold- und Silber-Scheideanstalt vormals Roessler AG (Degussa) gegründet.

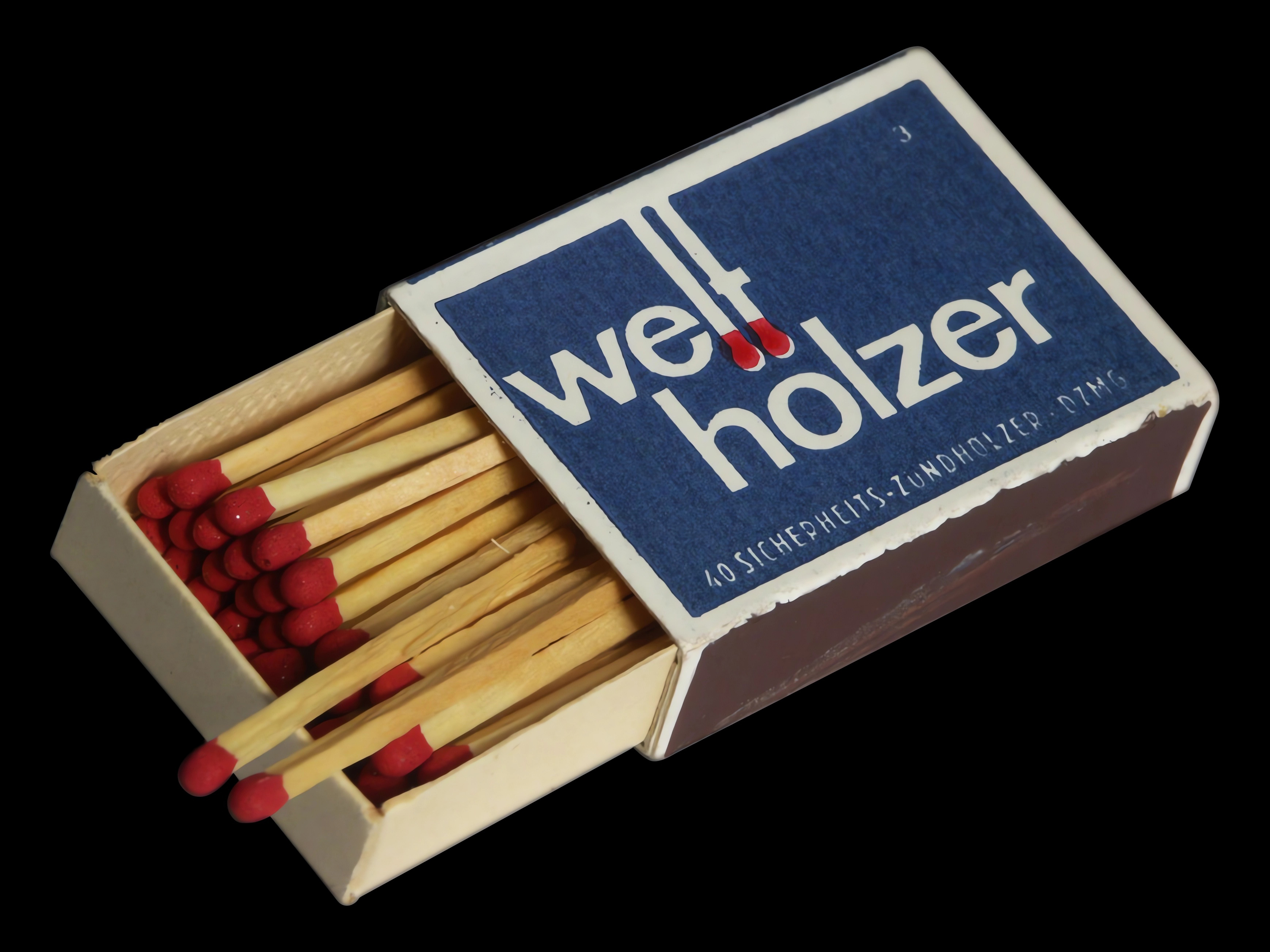
1930: Zündhölzer

- 1930: Der Reichstag verabschiedet mit 240 zu 143 Stimmen bei 7 Enthaltungen und einer ungültigen Stimme das Zündwarenmonopolgesetz. Aufgrund dieses Gesetzes dürfen Zündhölzer im Deutschen Reich nur von der Deutschen Zündwaren-Monopolgesellschaft vertrieben werden.

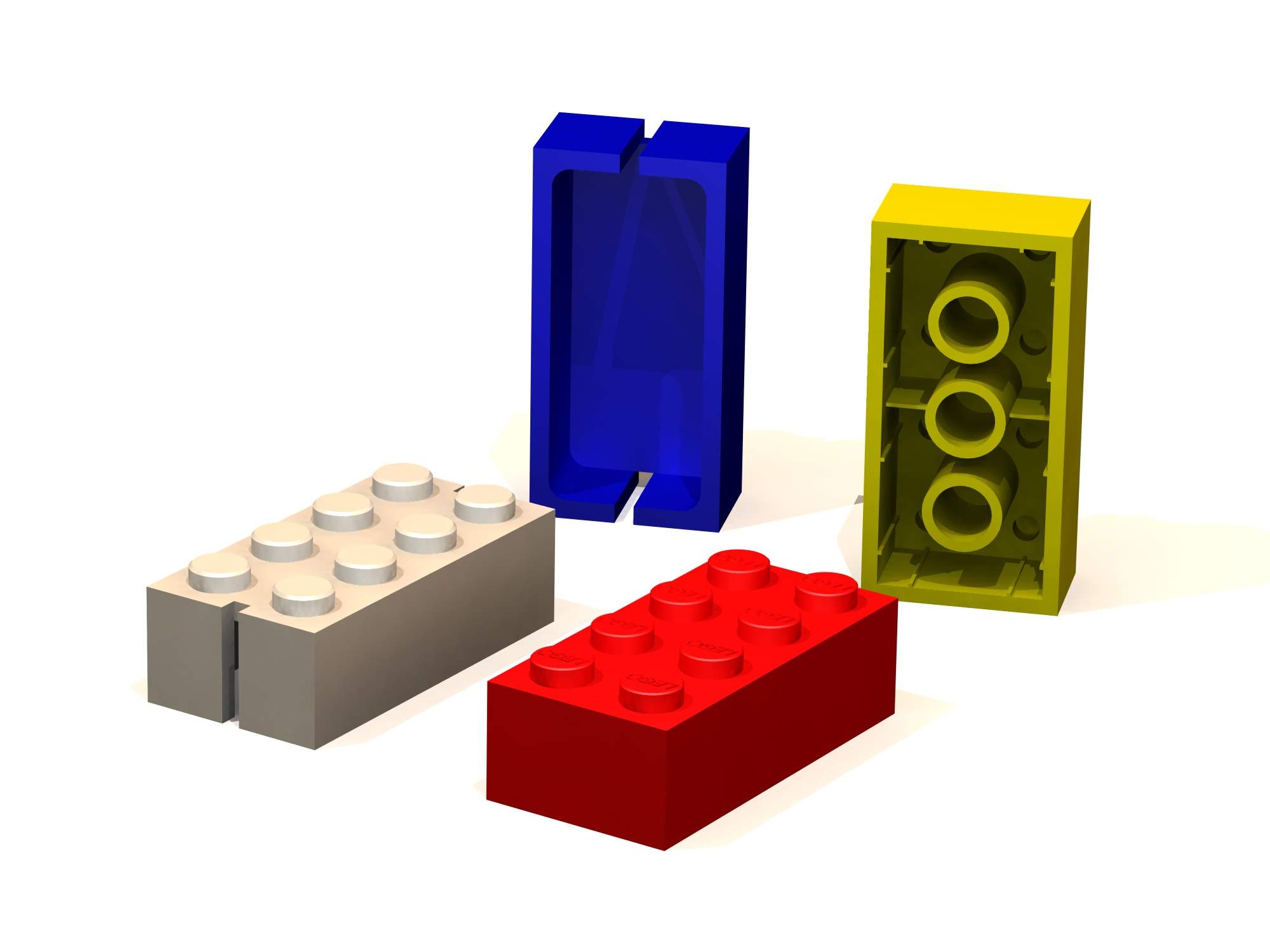
1958: Legosteine

- 1958: Das dänische Unternehmen Lego meldet den Legostein in seiner heutigen Form zum Patent an.
- 1999: Ford erwirbt von Volvo dessen Pkw-Sparte Volvo Car Corporation zum Preis von 6,45 Milliarden US-Dollar.
- 2005: Procter & Gamble gibt bekannt, für 57 Milliarden US-Dollar das vorwiegend Rasierapparate produzierende Unternehmen The Gillette Company kaufen zu wollen.

### Wissenschaft und Technik

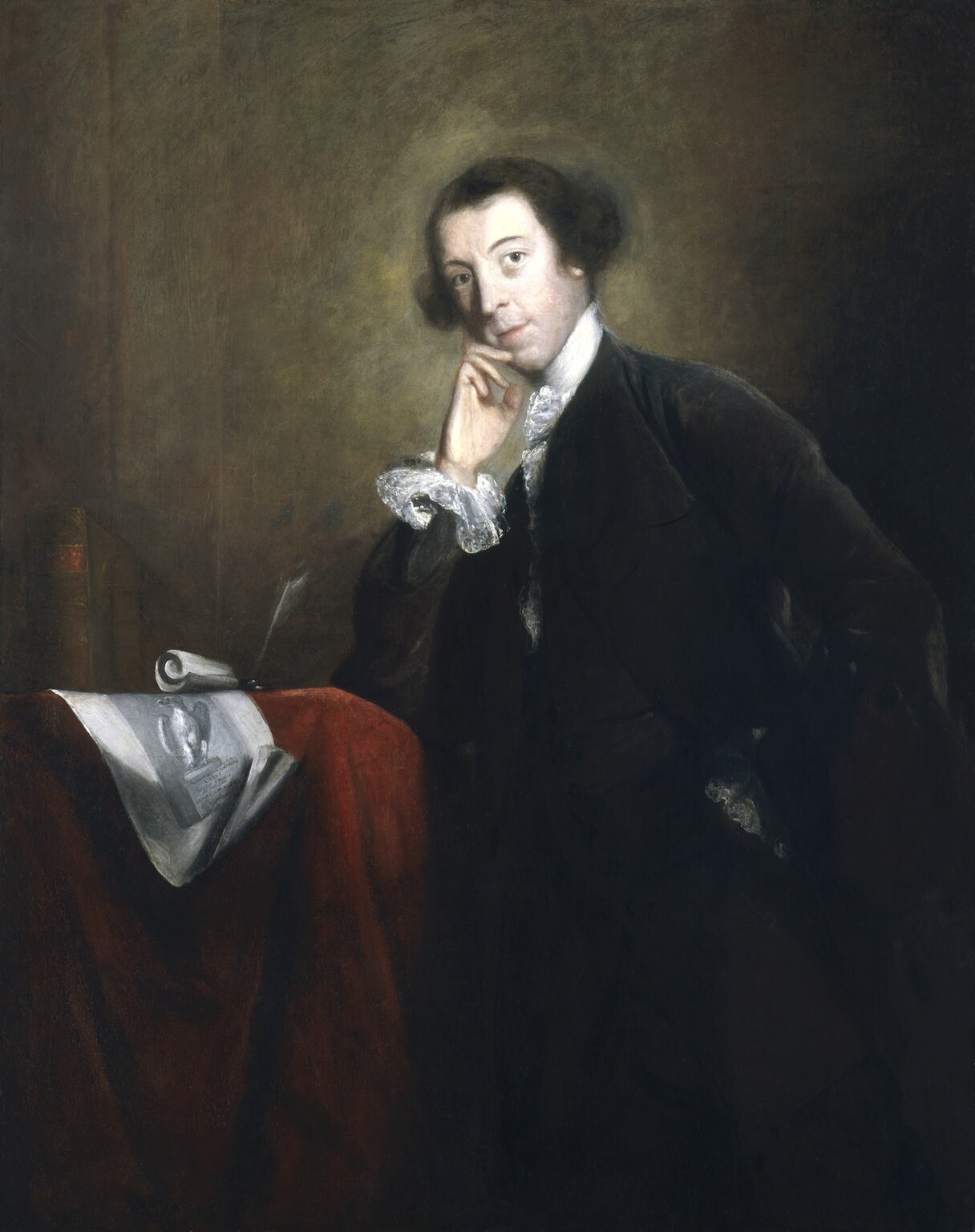
1754: Horace Walpole

- 1754: Der englische Autor Horace Walpole, 4. Earl of Orford verwendet in einem Brief an Horace Mann erstmals den Begriff Serendipity für eine zufällige Beobachtung von etwas, das gar nicht das ursprüngliche Ziel einer Untersuchung war.
- 1807: Entlang der Pall Mall in der City of Westminster, London, wird die erste Straßenbeleuchtung mit Gas aufgestellt.
- 1821: Fabian Gottlieb von Bellingshausen, Admiral in russischen Diensten, entdeckt eine Insel im Südpolarmeer, die er für einen Teil des antarktischen Festlands hält. Nach seinem Auftraggeber Zar Alexander I. nennt er sie Alexander-I.-Insel.

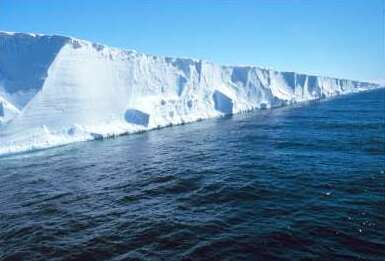
1841: Ross-Schelfeis

- 1841: Auf seiner Antarktisexpedition entdeckt der britische Polarforscher James Clark Ross mit seinen Schiffen Erebus und Terror im Rossmeer das Ross-Schelfeis und beginnt mit einer umfangreichen Kartierung.
- 1851: Im US-Bundesstaat Illinois wird die Northwestern University gegründet.
- 1878: In New Haven im US-Bundesstaat Connecticut wird die erste öffentliche Telefonzelle aufgestellt.

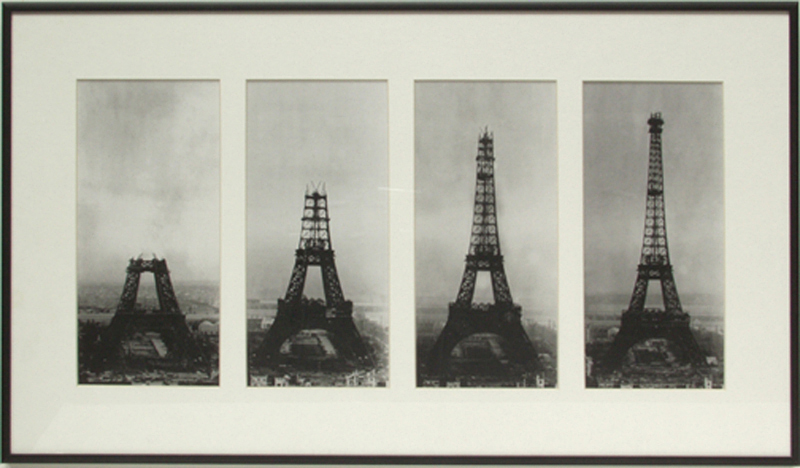
1887: Baubeginn des Eiffelturms

- 1887: In Paris beginnt die Firma Gustave Eiffels mit dem Bau des nach einer Idee des Schweizers Maurice Koechlin konzipierten Eiffelturms. Dieser wird am 31. März 1889 rechtzeitig zur Weltausstellung fertiggestellt.
- 1897: Rudolf Diesel setzt mit Erfolg den von ihm erfundenen Motor in Gang.
- 1902: Andrew Carnegie stiftet zehn Millionen US-Dollar für wissenschaftliche Zwecke. Es entsteht hierdurch die Carnegie Institution of Washington.

### Kultur
- 1747: Am Teatro Apollo in Rom erfolgt die Uraufführung der Oper Die verlassene Dido (Dido abbandonata) von Niccolò Jommelli.
- 1788: In Biberach an der Riß wird die komische Oper Der Erntekranz von Justin Heinrich Knecht uraufgeführt.

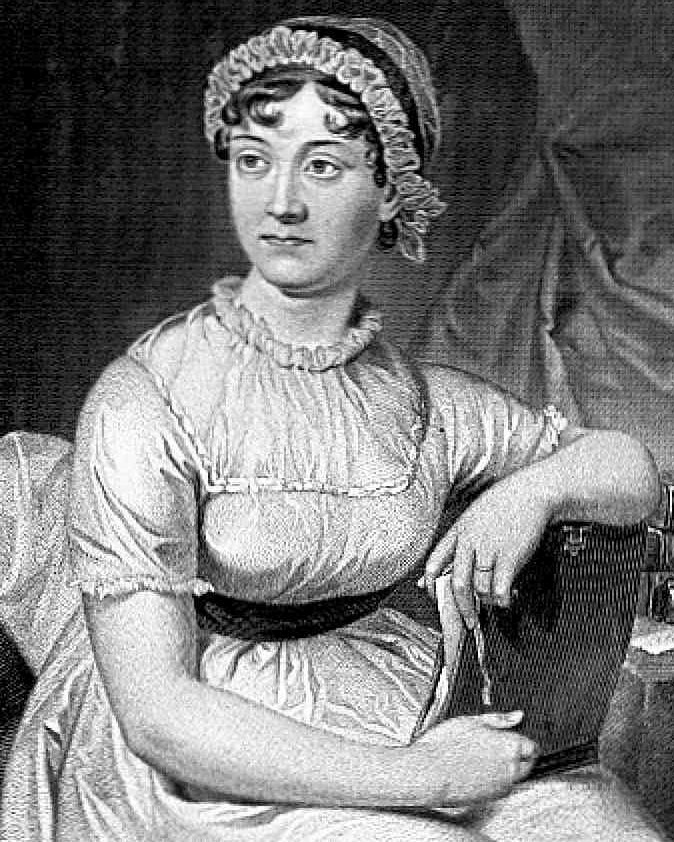
1813: Jane Austen

- 1813: Die britische Schriftstellerin Jane Austen veröffentlicht anonym ihren Roman Pride and Prejudice.

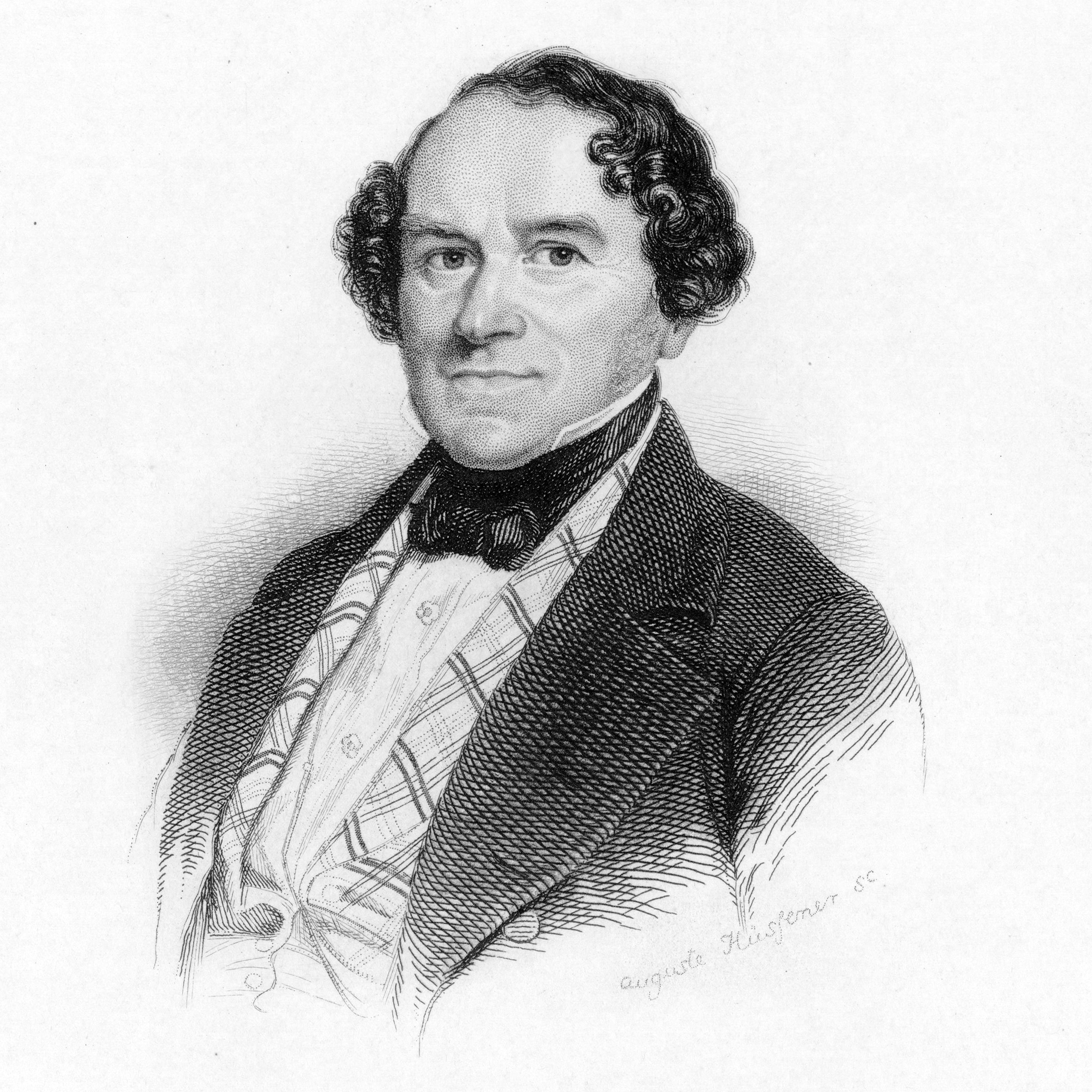
1821: Conradin Kreutzer

- 1821: In Donaueschingen findet die Uraufführung der Oper Esop in Lydien von Conradin Kreutzer statt.
- 1830: Am Théâtre Feydeau in Paris erfolgt die Uraufführung der komischen Oper Fra Diavolo oder Das Gasthaus von Terracina von Daniel-François-Esprit Auber mit dem Libretto von Eugène Scribe.
- 1916: Am Bürgertheater in Wien wird die Operette Liebeszauber von Oscar Straus uraufgeführt.
- 1927: In Paris findet die Uraufführung der Oper Angélique von Jacques Ibert statt.
- 1936: Zwei Tage nach dem Besuch von Dmitri Dmitrijewitsch Schostakowitschs Lady Macbeth von Mzensk durch Stalin bringt die Prawda einen nicht signierten Artikel Chaos statt Musik, der zur Unaufführbarkeit der seit zwei Jahren mit überwältigendem Erfolg laufenden Oper führt.
- 1944: Der eng an den gleichnamigen Roman von Heinrich Spoerl und Hans Reimann angelehnte Spielfilm Die Feuerzangenbowle von Helmut Weiss mit Heinz Rühmann wird mit Erfolg in Berlin uraufgeführt.
- 1956: In Prag findet die Uraufführung des Theaterstücks Oper von der Kirmes von Emil František Burian statt.
- 2010: Im Rahmen des Kulturhauptstadtjahres RUHR.2010 wird in Essen das Museum Folkwang neu eröffnet, ein Neubau des britischen Architekten David Chipperfield.

### Gesellschaft
- 1946: Der kanadische Gaffelschoner Bluenose, mehrfacher Sieger beim Fisherman’s Cup, läuft vor Haiti auf ein Riff und sinkt.
- 1953: Der 19-jährige Derek Bentley wird trotz scharfer Proteste der Öffentlichkeit im Londoner Gefängnis von Wandsworth durch den Henker Albert Pierrepoint für einen Mord hingerichtet, der nach seiner Verhaftung von seinem Komplizen begangen worden ist. Das Urteil wird über 40 Jahre später aufgehoben und gilt seitdem als einer der größten Justizirrtümer der britischen Geschichte.

### Religion

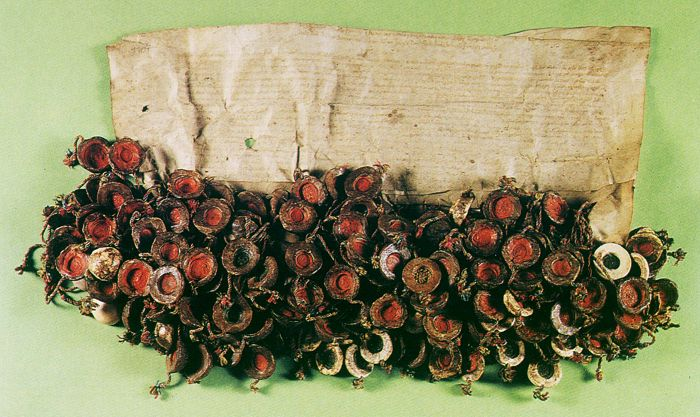
1573: Warschauer Konföderation

- 1573: Die Konföderation von Warschau gewährt Minderheitskonfessionen in Polen volle Religionsfreiheit. In dem unter dem Eindruck der Bartholomäusnacht in Frankreich entstandenen Toleranzedikt wird erstmals der Begriff Dissident verwendet.

### Katastrophen
- 1870: Nach dem Ablegen in Halifax verschwindet der britische Passagierdampfer City of Boston der Inman Line mit 191 Menschen an Bord spurlos auf dem Nordatlantik.
- 1907: Bei einem Schlagwetter mit anschließender Kohlenstaubexplosion in der Grube Reden in Landsweiler-Reden, dem heutigen Schiffweiler bei Neunkirchen, kommen 150 Menschen ums Leben.
- 1969: Unkontrolliert ausfließendes Erdöl aus einer Unocal-Bohrplattform im Santa-Barbara-Kanal verursacht eine Ölpest an der Küste und den vier nördlichen Channel Islands vor Kalifornien.

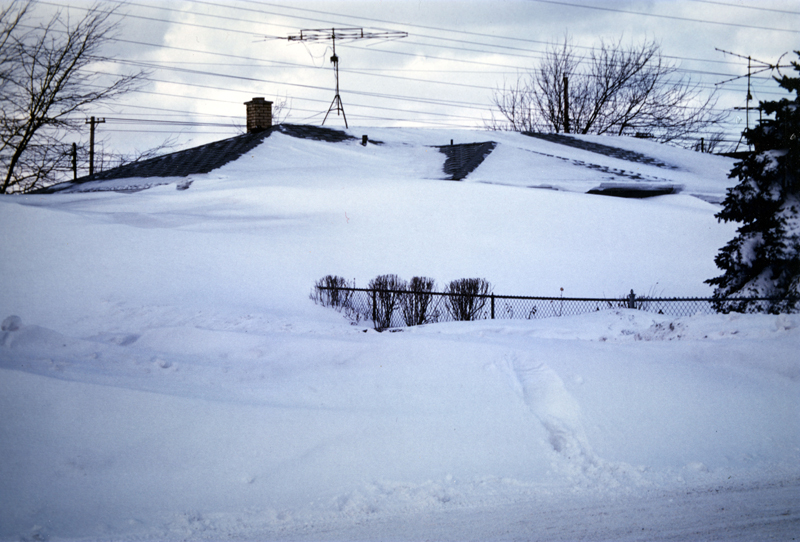
1977: Unter den Schneemassen begrabenes Haus

- 1977: Der bis zum 1. Februar dauernde Blizzard of ’77, der hauptsächlich die Gegend um Buffalo im US-Bundesstaat New York heimsucht, kostet 29 Menschen das Leben und verursacht einen wirtschaftlichen Schaden von über 220 Millionen Dollar.
- 1986: Das Space Shuttle Challenger bricht auf der Mission STS-51-L kurz nach dem Start vom Kennedy Space Center am Cape Canaveral auseinander. Dabei sterben die sieben Raumfahrer Francis Scobee, Michael Smith, Judith Resnik, Ellison Onizuka, Ronald McNair, Gregory Jarvis und Christa McAuliffe. Es ist der bis dahin schwerste Unfall in der Raumfahrtgeschichte der USA.
- 2020: Die erste Infektion mit SARS-CoV-2 wird bestätigt: Ein 33-jähriger Mann aus Bayern hatte sich bei einer chinesischen Kollegin infiziert. Die regionale Task Force Infektiologie wird sofort einberufen. Doch die sich entwickelnde COVID-19-Pandemie in Deutschland beginnt.

Kleinere Unglücksfälle sind in den Unterartikeln von Katastrophe und in der Liste von Katastrophen aufgeführt.

### Sport
- 1900: Der Deutsche Fußball-Bund (DFB) wird von 86 Vereinen auf einer Gründungsversammlung in Leipzig gegründet. Ferdinand Hueppe, der Vertreter des DFC Prag, wird zum ersten Präsidenten gewählt.
- 2018: Der Schweizer Tennisspieler Roger Federer gewinnt zum sechsten Mal in seiner Karriere die Australian Open und damit insgesamt seinen 20. Grand-Slam-Titel.

Einträge von Leichtathletik-Weltrekorden befinden sich unter der jeweiligen Disziplin unter Leichtathletik.

## Geboren

### Vor dem 18. Jahrhundert
- 1311: Johanna II., Königin von Navarra

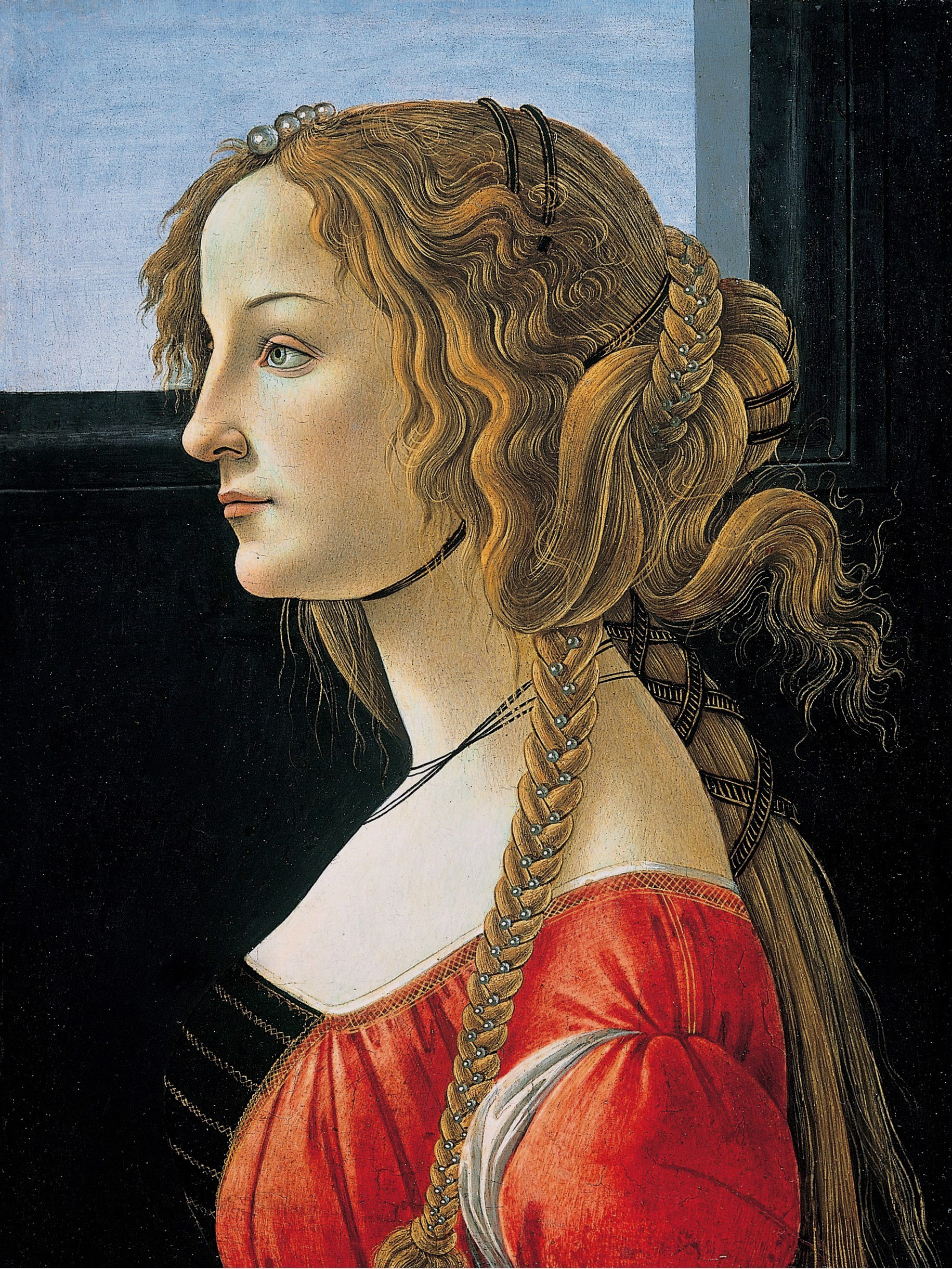
Simonetta Vespucci (* 1453)

- 1453: Simonetta Vespucci, italienische Muse und Schönheitsideal
- 1457: Heinrich VII., König von England
- 1504: Anna II. zu Stolberg, Äbtissin des Reichsstiftes von Quedlinburg
- 1507: Ferrante I. Gonzaga, dritter Sohn des Markgrafen Gianfrancesco II. Gonzaga
- 1523: Paul Dumerich, deutscher Pädagoge und Professor
- 1533: Paul Luther, deutscher Mediziner und Leibarzt des Herzogs von Sachsen, Sohn Martin Luthers
- 1539: Nicolò Donà, 93. Doge von Venedig
- 1540: Ludolph van Ceulen, niederländischer Mathematiker
- 1548: Paul Mathesius, deutscher lutherischer Theologe
- 1582: John Barclay, schottischer Dichter und Satiriker
- 1585: Domenico II. Contarini, 104. Doge von Venedig
- 1600: Clemens IX., Papst
- 1608: Giovanni Alfonso Borelli, italienischer Physiker und Astronom
- 1611: Johannes Hevelius, deutscher Astronom
- 1622: Adrien Auzout, französischer Physiker und Astronom
- 1659: Johann Christian Schröter, deutscher Rechtswissenschaftler
- 1668: Pietro Baratta, italienischer Bildhauer
- 1671: William Stephens, britischer Kolonialgouverneur der Province of Georgia
- 1673: Georg Gsell, Schweizer Barockmaler
- 1674: Jean Ranc, französischer Maler
- 1679: Karl Wilhelm, Markgraf von Baden, Gründer von Karlsruhe
- 1684: Jean-Baptiste de Durfort, Marschall von Frankreich
- 1690: Friedrich Bernhard Werner, deutscher Ansichtenzeichner und -stecher

### 18. Jahrhundert
- 1701: Charles Marie de La Condamine, französischer Mathematiker und Astronom
- 1706: John Baskerville, britischer Schriftentwerfer, Schreibmeister, Drucker
- 1712: Tokugawa Ieshige, japanischer Shogun
- 1717: Mustafa III., Sultan des Osmanischen Reiches
- 1722: Johann Ernst Bach, deutscher Komponist
- 1726: Laurent Angliviel de La Beaumelle, französischer Schriftsteller und Bibliothekar
- 1726: Christian Felix Weiße, deutscher Schriftsteller
- 1739: Hermann Werner von Brabeck, deutscher Geistlicher und Domherr
- 1741: Johann August Weppen, deutscher Beamter und Schriftsteller

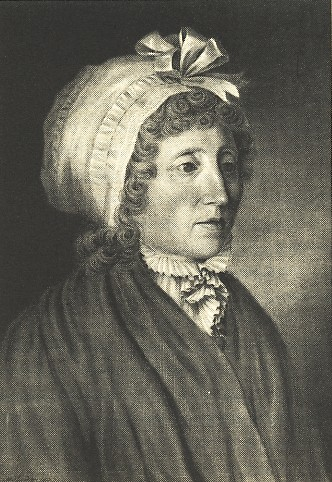
Caroline von Herder (* 1750)

- 1750: Caroline von Herder, Ehefrau, Herausgeberin und Biografin Johann Gottfried von Herders
- 1751: Georg Heinrich Sieveking, deutscher Kaufmann und Aufklärer
- 1751: Georg Adolf Suckow, deutscher Naturwissenschaftler, Physiker, Chemiker, Mineraloge und Bergbaukundler
- 1752: Bernhard Joseph Ritter Anders von Porodim, österreichischer Beamter
- 1755: Samuel Thomas von Soemmerring, deutscher Anatom, Anthropologe, Paläontologe und Erfinder, Entdecker des „gelben Flecks“ im Auge
- 1760: David Leonard Barnes, US-amerikanischer Jurist
- 1761: Marguerite Gérard, französische Malerin des Klassizismus
- 1764: Gottlob Heinrich Schulz, deutscher Jurist und Bürgermeister
- 1768: Axel Bundsen, dänischer Architekt und Baumeister
- 1768: Friedrich VI., König von Dänemark und Norwegen
- 1776: Friederike Klünder, deutsche Wohltäterin und gesundheitliche Aufklärerin
- 1778: Christian Sethe, deutscher Jurist
- 1780: Giovanni Battista Velluti, italienischer Opernsänger, letzter der großen Kastraten
- 1784: George Hamilton-Gordon, 4. Earl of Aberdeen, britischer Staatsmann, Premierminister
- 1786: Nathaniel Wallich, dänischer Botaniker
- 1789: Ernst von Hessen-Philippsthal-Barchfeld, russischer General der Kavallerie
- 1791: Ferdinand Hérold, französischer Komponist
- 1794: Luise von Sachsen-Hildburghausen, Prinzessin von Sachsen-Hildburghausen, Herzogin von Nassau
- 1795: Friedrich Gottlob Schulze, deutscher Nationalökonom und Landwirt
- 1800: Friedrich August Stüler, preußischer Baumeister

### 19. Jahrhundert

#### 1801–1850
- 1801: Jean Victor Vincent Adam, französischer Historienmaler und Lithograf
- 1802: Johann Nepomuk Amberg, österreichischer Priester und Politiker
- 1804: Eugène de Ligne, belgischer Politiker

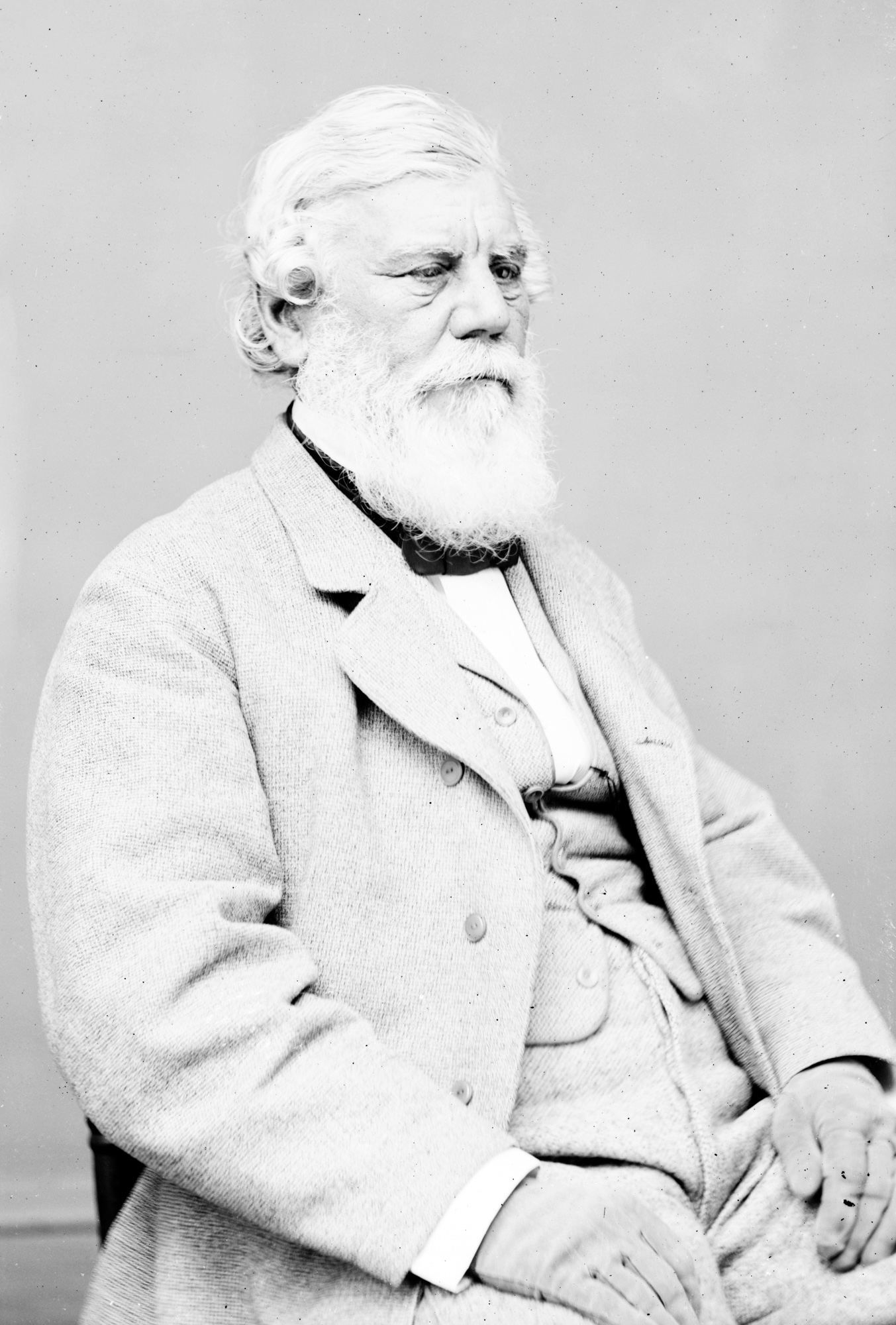
William Aiken (* 1806)

- 1806: William Aiken, US-amerikanischer Politiker
- 1807: Franz Karl Lott, österreichischer Philosoph und Hochschullehrer
- 1807: Robert John Le Mesurier McClure, britischer Seefahrer und Polarforscher, Entdecker der Nordwestpassage
- 1809: Theodor Benfey, deutscher Orientalist und Sprachforscher
- 1814: Cornélie Falcon, französische Opernsängerin
- 1815: Andrew Jackson Hamilton, US-amerikanischer Politiker, Gouverneur von Texas
- 1815: Philipp Gustav Passavant, deutscher Arzt und Geheimer Sanitätsrat
- 1818: George S. Boutwell, US-amerikanischer Politiker
- 1822: Alexander Mackenzie, kanadischer Politiker, Premierminister
- 1826: Louis Favre, Schweizer Ingenieur und Tunnelbauer
- 1827: August Wilhelm von Babo, österreichischer Weinbauforscher badischer Herkunft, Entwickler der Klosterneuburger Mostwaage
- 1828: Roberto Ardigò, italienischer Philosoph
- 1829: Gustav von Arnim, preußischer General
- 1832: Franz Wüllner, deutscher Komponist und Dirigent
- 1833: Charles George Gordon, britischer General
- 1834: Sabine Baring-Gould, englischer Schriftsteller
- 1836: Theodor Weber, deutscher Bischof
- 1838: Abraham Kuhn, elsässischer Arzt
- 1838: James Craig Watson, US-amerikanischer Astronom
- 1841: Victor Ernst Nessler, deutscher Komponist
- 1841: Martin Joseph Schlimbach, deutscher Orgelbauer

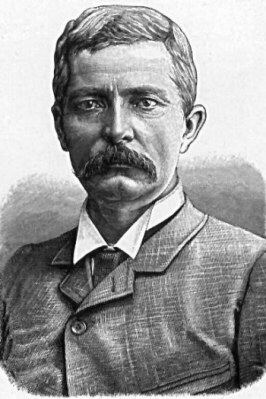
Henry Morton Stanley (* 1841)

- 1841: Henry Morton Stanley, britischer Journalist und Afrikaforscher
- 1842: Franziska Feifalik, österreichische Friseurin und Vertraute der Kaiserin Elisabeth von Österreich-Ungarn
- 1847: William V. Allen, US-amerikanischer Politiker
- 1847: Franziska Ellmenreich, deutsche Schauspielerin
- 1847: Heinrich Hess, Schweizer Lehrer, Verleger und Politiker
- 1850: John Collier, britischer Maler und Autor

#### 1851–1900
- 1851: Andreas Aubert, norwegischer Kunsthistoriker und Kunstkritiker
- 1852: Louis Brennan, irisch-australischer Konstrukteur und Erfinder
- 1853: José Martí, kubanischer Nationaldichter, Symbol für den Unabhängigkeitskampf
- 1853: Carl Ulrich, deutscher Politiker, Ministerpräsident von Hessen
- 1857ː Rahel Apfel, Kölner Lyrikerin, Schriftstellerin, Zionistin und Salonnière
- 1858: Tannatt William Edgeworth David, britischer Geologe, Landvermesser und Polarforscher
- 1858: Eugène Dubois, niederländischer Anatom und Geologe
- 1858: Abraham Hammerschmidt, deutscher Rechtsanwalt, Notar und Politiker
- 1858: Gerhard Korte, deutscher Bergwerksbetreiber, Kaufmann und Vorsitzender des Deutschen Kalisyndikats
- 1863: Michaela Pfaffinger, österreichische Malerin
- 1864: Florens Christian Rang, deutscher protestantischer Theologe, Schriftsteller und Politiker
- 1864: Adolf Scheufelen, deutscher Unternehmer
- 1865: Emma Eckstein, österreichische Publizistin, Frauenrechtlerin und Kinderbuchautorin, Patientin Freuds
- 1865: Charles Nollet, französischer General und Vorsitzender der Interalliierten Kontrollkommission und Kriegsminister
- 1865: Kaarlo Juho Ståhlberg, finnischer Staatspräsident
- 1867: Albert Ahn, deutscher Verleger und Industrieller
- 1868: Julián Aguirre, argentinischer Komponist, Pianist und Musikpädagoge
- 1868: Frederic Lamond, schottischer Pianist, Komponist und Musikpädagoge
- 1869: Peter Fassbänder, deutsch-schweizerischer Komponist
- 1870: Marie Narelle, australische Sängerin
- 1871: Olga Rudel-Zeynek, österreichische Politikerin
- 1872: Otto Braun, deutscher Politiker, Landesminister, Ministerpräsident von Preußen

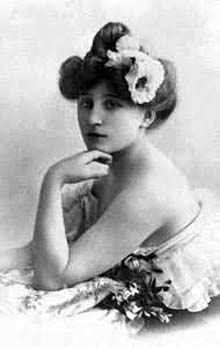
Colette (* 1873)

- 1873: Colette, französische Schriftstellerin, Kabarettistin und Journalistin
- 1874: James Larkin, irischer Aktivist und Führer der Gewerkschaftsunion
- 1876: Karel Douša, tschechischer Komponist, Organist und Chorleiter
- 1876ː Marie Oberparleiter, Schriftstellerin, Lyrikerin und Lehrerin
- 1877: Wilhelm Anthes, deutscher Politiker
- 1878: Walter Kollo, deutscher Operettenkomponist
- 1878: Gertrud Lodahl, deutsche Politikerin
- 1879: Julia Bell, britische Humangenetikerin
- 1880: Herbert Freundlich, deutscher Physikochemiker, Grundlagenforscher in der Kolloidchemie
- 1880: Camil Ressu, rumänischer Maler
- 1881: Juan José de Amézaga, uruguayischer Jurist
- 1881: Siegfried Jacobsohn, deutscher Journalist und Theaterkritiker
- 1882: Alice Tisdale Hobart, US-amerikanische Schriftstellerin
- 1882: Pascual Orozco, mexikanischer Revolutionär und General
- 1883: Otto Ostrowski, deutscher Politiker, Oberbürgermeister Berlins
- 1884: Joseph Boulnois, französischer Komponist und Organist
- 1884: Auguste Piccard, Schweizer Tiefseetaucher, Ballonfahrer und Physiker
- 1884: Jean-Felix Piccard, US-amerikanischer Chemiker und Ballonfahrer
- 1885: Hans Bullerian, deutscher Pianist, Dirigent und Komponist
- 1885: Fritz Linnert, deutscher Politiker, MdB
- 1886: Marthe Bibesco, französische Schriftstellerin
- 1886: Yagi Hidetsugu, japanischer Physiker
- 1887: Artur Rubinstein, US-amerikanisch-polnischer Pianist
- 1888: Louis Mordell, US-amerikanisch-britischer Mathematiker
- 1888: Ossip Zadkine, belarussischer Maler und Bildhauer
- 1889: Ramon Iglésias Navarri, spanischer Priester, Bischof von Urgell und Co-Fürst von Andorra
- 1890: José Martínez, argentinischer Musiker und Bandleader
- 1891: Anna Beddies, deutsche Politikerin
- 1891: Walther Binner, deutscher Schwimmer und Sportfunktionär, Präsident des Weltschwimmverbandes FINA
- 1891: Nora Kershaw Chadwick, britische Historikerin und Literaturwissenschaftlerin
- 1891: Karel Boleslav Jirák, tschechischer Komponist
- 1892: Carlo Emilio Bonferroni, italienischer Mathematiker
- 1892: Luke Jordan, US-amerikanischer Blues-Gitarrist und Sänger
- 1892: Maria Moritz, deutsche Politikerin, MdL
- 1892: Willy Rosenstein, deutscher Pilot, Kampfflieger und Automobilrennfahrer
- 1893: Adolf Aber, deutscher Musikwissenschaftler und Kritiker
- 1894: Felix Fechenbach, deutscher Journalist und Dichter
- 1894: Dezső Szenkár, ungarischer Komponist und Kapellmeister
- 1897: Walentin Petrowitsch Katajew, sowjetischer Dramatiker und Romancier
- 1898: Erik Abrahamsson, schwedischer Weitspringer und Eishockeyspieler
- 1899: Rupert Angermair, deutscher Moraltheologe und Fachbuchautor
- 1899: August Annist, estnischer Literaturwissenschaftler, Übersetzer, Folklorist und Lyriker
- 1900: Anni Holdmann, deutsche Leichtathletin
- 1900: Hermann Kesten, deutscher Schriftsteller
- 1900: Alice Neel, US-amerikanische Malerin

### 20. Jahrhundert

#### 1901–1925
- 1901: Takahashi Shinkichi, japanischer Lyriker
- 1902: Alfred Barr, US-amerikanischer Kunsthistoriker und Gründungsdirektor des Museum of Modern Art in New York
- 1902: Willy Popp, deutscher Schachproblemkomponist und Funktionär
- 1903: William Nelson Austin, US-amerikanischer Filmeditor
- 1903: Lotte Lemke, deutsche Fürsorgerin
- 1903: Kathleen Lonsdale, britische Physikerin
- 1903: Julij Mejtus, ukrainischer Komponist
- 1903ː Lotte Stam-Beese, deutsche Fotografin, Architektin und Stadtplanerin, Bauhausstudentin
- 1904: Stella Klein-Löw, österreichische Politikerin
- 1905: Jörgen Andersen, deutscher Politiker der dänischen Minderheit in Schleswig-Holstein, MdL
- 1905: Ellen Fairclough, kanadische Politikerin
- 1905: Mathieu Lange, deutscher Musiker

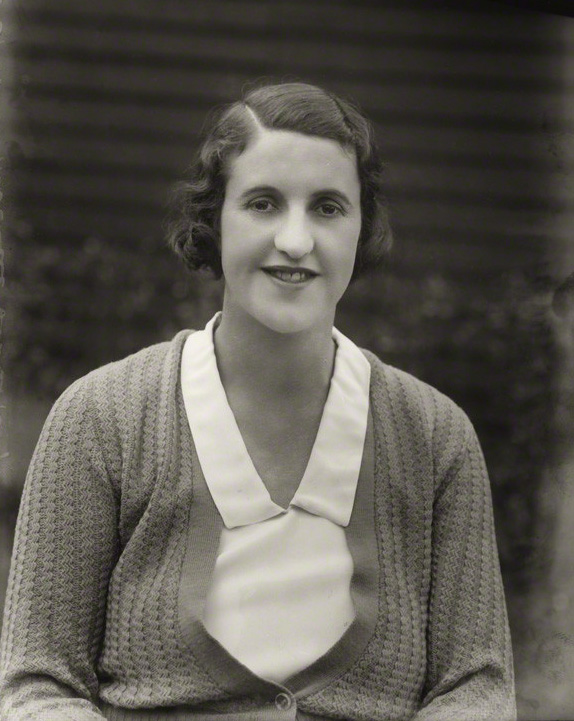
Peggy Saunders (* 1905)

- 1905: Peggy Saunders, britische Tennisspielerin
- 1905: Luther George Simjian, armenisch-US-amerikanischer Erfinder
- 1907: Lew Ginsburg, russischer Violoncellist und Musikwissenschaftler
- 1907: Constantin Regamey, polnisch-Schweizer Indologe, Sprachwissenschaftler und Komponist
- 1909: Lionel Crabb, britischer Kampftaucher und Marineoffizier
- 1910: John Banner, österreichischer Schauspieler
- 1910: Tatjana Sais, deutsche Schauspielerin und Kabarettistin
- 1911: Lisl Frank, tschechoslowakische Sängerin und Unterhaltungskünstlerin, Opfer der Shoa
- 1912: Hilde Eisler, deutsche Journalistin und Chefredakteurin
- 1912: Ursula Herking, deutsche Schauspielerin und Kabarettistin
- 1912: Jackson Pollock, US-amerikanischer Maler des Abstrakten Expressionismus, Action- und Drip-Paintings
- 1913: Ernst Cramer, deutscher Publizist, Vorstand der Axel-Springer-Stiftung
- 1913: Bernie Scherer, US-amerikanischer American-Football-Spieler
- 1914: Gudrun Loewe, deutsche Prähistorikerin
- 1914: Juan Urteaga Loidi, spanischer Organist, Chorleiter, Musikpädagoge und Komponist
- 1914: Herbert Schmidt, deutscher Ruderer
- 1915: Elisabeth Frenzel, deutsche Literaturwissenschaftlerin
- 1915: Brian Shawe-Taylor, britischer Automobilrennfahrer
- 1917: Abdel-Kader Zaaf, algerischer Radrennfahrer
- 1918: Suzanne Flon, französische Theater- und Filmschauspielerin
- 1918: Sandro Puppo, italienischer Fußballspieler und -trainer
- 1919: Vicente Asensi, spanischer Fußballspieler und -trainer
- 1919: Olivier Eggimann, Schweizer Fußballspieler
- 1919: Hubert Negele, liechtensteinischer Skirennläufer

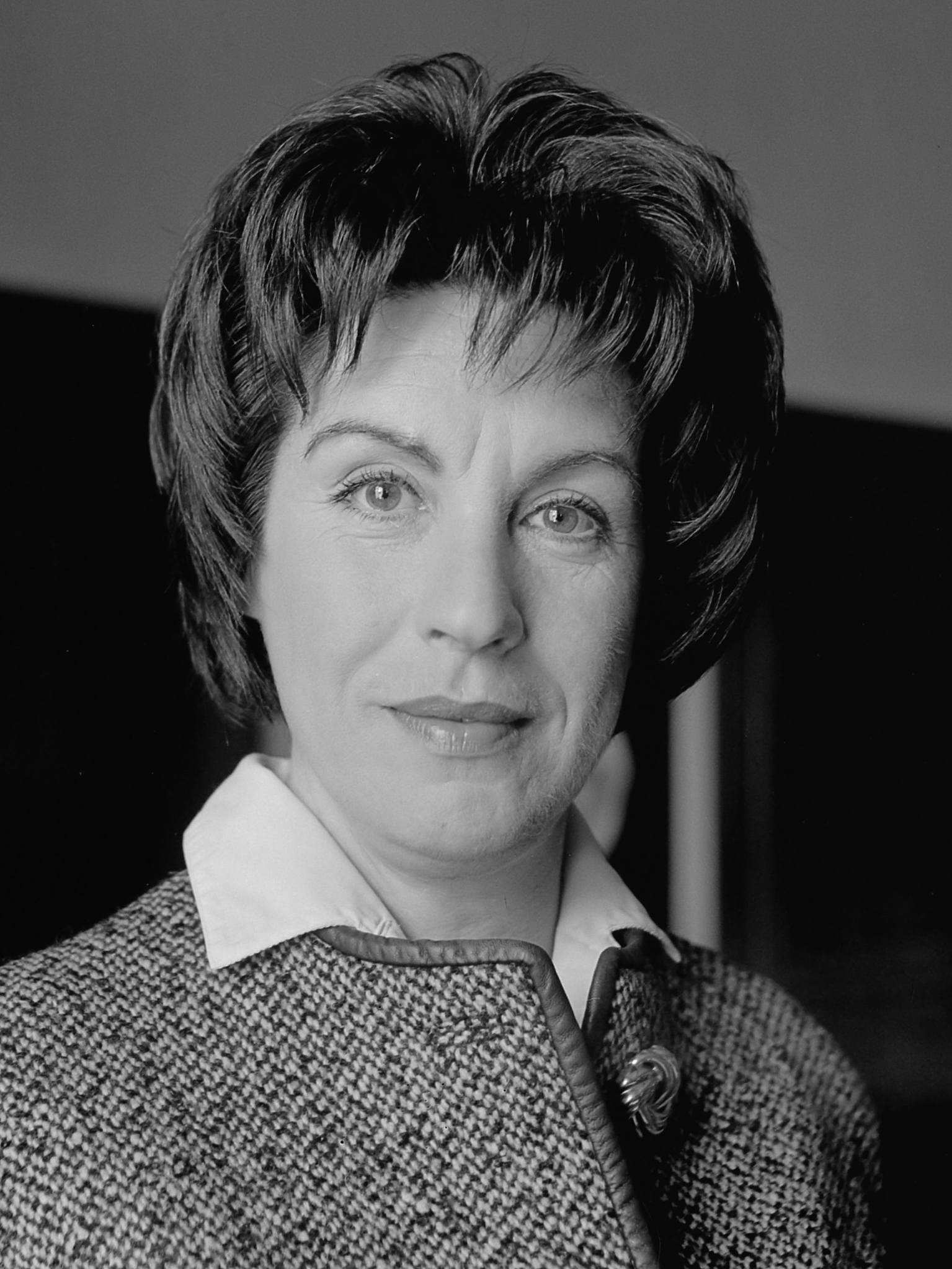
Maria Becker (* 1920)

- 1920: Maria Becker, deutsch-schweizerische Schauspielerin
- 1920: Eva Cassirer, deutsche Philosophin und Astronomin, „Gerechte unter den Völkern“
- 1920: Heinrich Klemme, deutscher Filmkaufmann und Filmproduzent
- 1921: Pierre Galet, französischer Fachmann für Rebenzüchtung und Ampelographie
- 1922: Robert W. Holley, US-amerikanischer Biochemiker, Nobelpreisträger
- 1923: Richard Herrmann, deutscher Fußballspieler
- 1923: Franz Liebl, deutscher Autor der egerländischen und oberpfälzischen Mundart
- 1923: Ivo Robić, kroatischer Schlagersänger
- 1924: Marcel Broodthaers, belgischer Künstler
- 1925ː Erika Kaufmann, österreichische Journalistin
- 1925: Raja Ramanna, indischer Atomwissenschaftler
- 1925: Andrzej Stelmachowski, polnischer Rechtswissenschaftler und Politiker

#### 1926–1950
- 1926: Mousavi Ardebili, persischer Geistlicher
- 1926: Jimmy Bryan, US-amerikanischer Rennfahrer
- 1926: Gene Hartley, US-amerikanischer Automobilrennfahrer
- 1926: Otto Milfait, österreichischer Heimatforscher
- 1927: Vera Baker Williams, US-amerikanische Kinderbuchautorin und Illustratorin
- 1927: Per Oscarsson, schwedischer Schauspieler
- 1927: Achille Perilli, italienischer Maler
- 1927: Hans Stefan Seifriz, deutscher Politiker, MdB, MdEP, Senator in Bremen
- 1927: Hiroshi Teshigahara, japanischer Filmregisseur
- 1928: Akiko Baba, japanische Schriftstellerin und Literaturwissenschaftlerin
- 1928: Jirō Kawamura, japanischer Übersetzer, Literaturwissenschaftler und -kritiker
- 1929: Acker Bilk, britischer Musiker
- 1929: Edith M. Flanigen, US-amerikanische Chemikerin und Erfinderin
- 1929: Claes Oldenburg, schwedischer Bildhauer der Pop Art
- 1929: Franz Reitz, deutscher Radrennfahrer

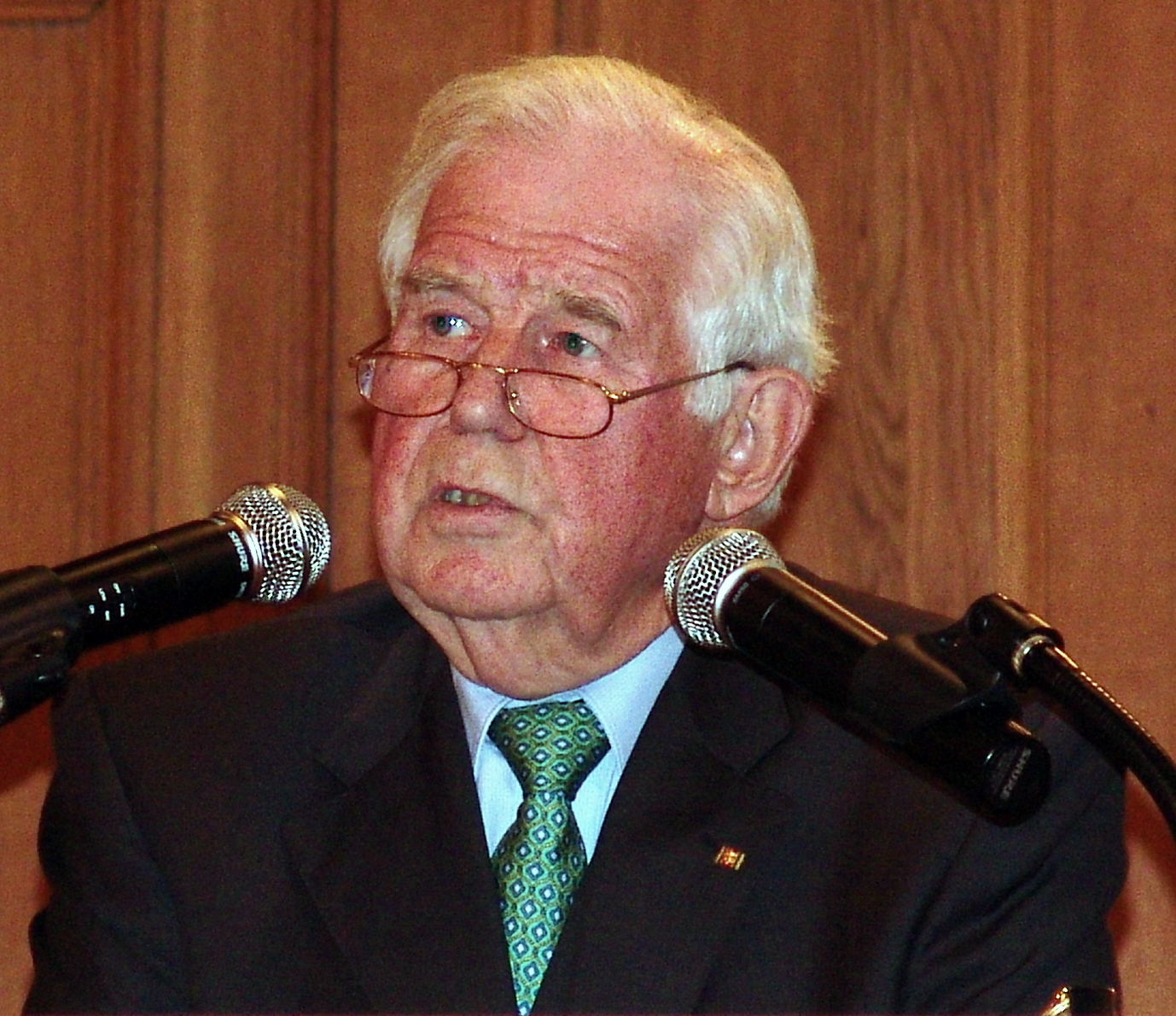
Kurt Biedenkopf (* 1930)

- 1930: Kurt Biedenkopf, deutscher Politiker, Jurist, MdB, Ministerpräsident
- 1930: Margo Glantz, mexikanische Schriftstellerin
- 1930: Luis de Pablo, spanischer Komponist und Musikpädagoge
- 1931: Felicia Donceanu, rumänische Komponistin
- 1931: Bringfried Müller, deutscher Fußballspieler und -trainer
- 1932: Karl Bilek, deutscher Gynäkologe und Geburtshelfer
- 1932: Parry O’Brien, US-amerikanischer Kugelstoßer
- 1933ː Helena Tattermuschová, tschechische Opernsängerin
- 1935: Jürgen Andrees, deutscher Wirtschaftsingenieur und Politiker
- 1935: David Lodge, britischer Schriftsteller
- 1935: Hermann Peter Piwitt, deutscher Schriftsteller
- 1935: Adolf Schwarte, deutscher Mittelstreckenläufer
- 1935: Gerulf Stix, österreichischer Politiker und Wirtschaftsberater
- 1936: Alan Alda, US-amerikanischer Schauspieler
- 1936: Ismail Kadare, albanischer Schriftsteller
- 1937: Helmut F. Spinner, deutscher Philosoph, Wissenschaftstheoretiker und Soziologe
- 1938: Leonid Iwanowitsch Schabotinski, ehemaliger sowjetischer Gewichtheber
- 1938: William Voltz, deutscher Schriftsteller
- 1940: Guido Bachmann, Schweizer Schriftsteller und Schauspieler
- 1940: Miguel Barnet, kubanischer Schriftsteller und Ethnologe
- 1940: Helma Gautier, österreichische Schauspielerin
- 1940: Přemysl Krbec, tschechoslowakischer Turner

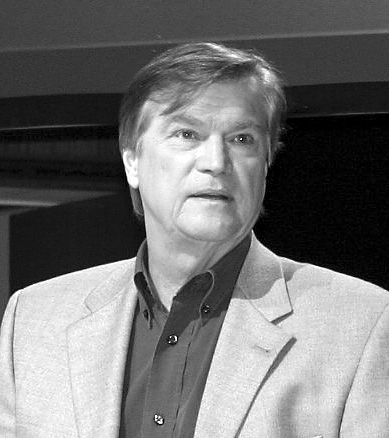
Jochen Busse (* 1941)

- 1941: Jochen Busse, deutscher Schauspieler und Kabarettist
- 1941: Carlos Slim Helú, mexikanischer Unternehmer
- 1941: Wolfgang Hepp, deutscher Schauspieler
- 1941ː Karla Kowalski, deutsche Architektin und Hochschullehrerin
- 1941: King Tubby, Reggae-Musiker
- 1941: Peter Voß, deutscher Journalist
- 1941: Jürgen Zartmann, deutscher Schauspieler und Synchronsprecher
- 1942: Hans-Jürgen Bäumler, deutscher Eiskunstläufer
- 1942: Dieter Bokeloh, deutscher Skispringer

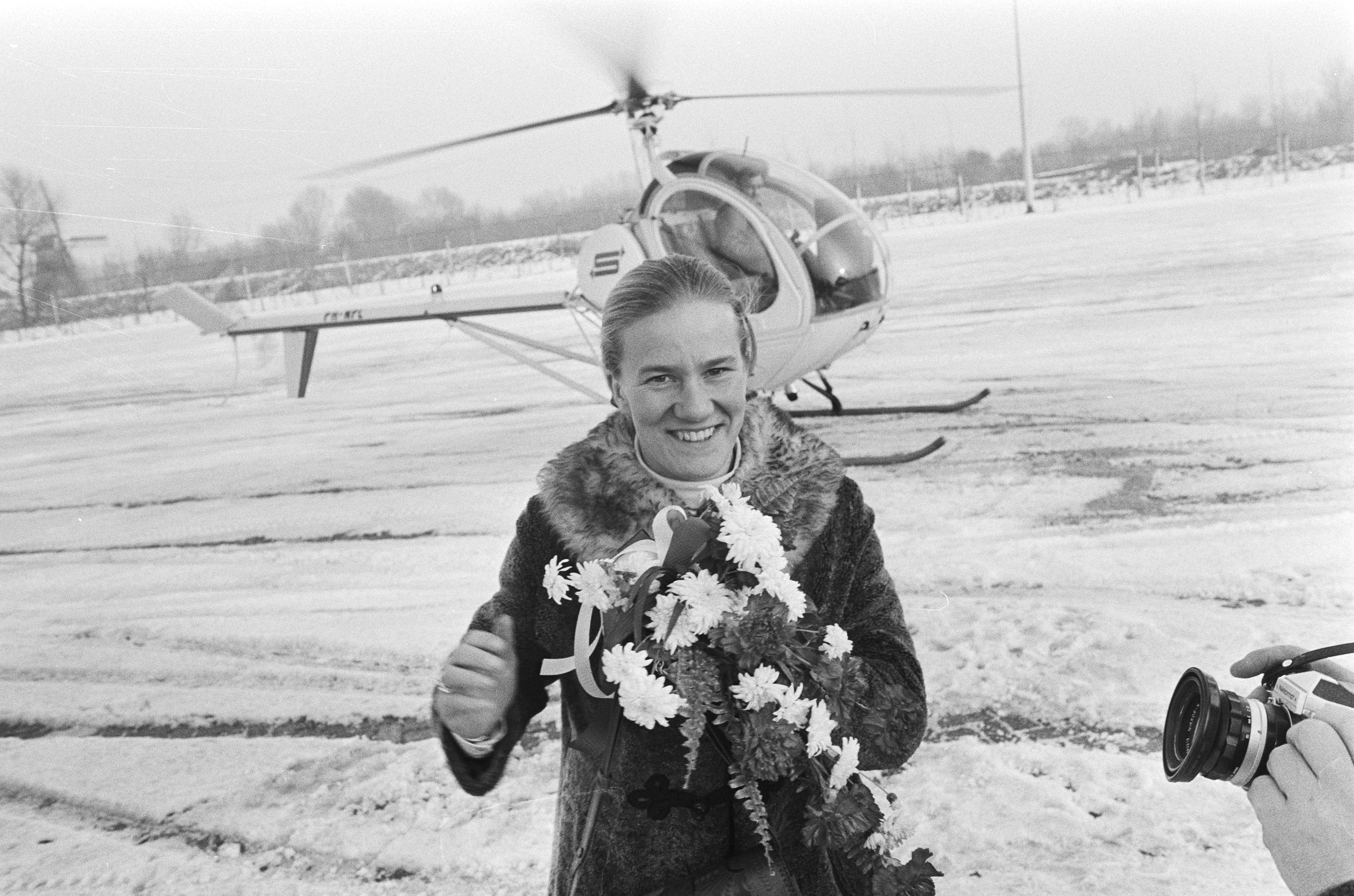
Sjoukje Dijkstra (* 1942)

- 1942: Sjoukje Dijkstra, niederländische Eiskunstläuferin
- 1942: André Waignein, belgischer Komponist und Dirigent
- 1943: Manfred Jendryschik, deutscher Erzähler und Lyriker, Essayist und Herausgeber
- 1943: Dick Taylor, britischer Musiker
- 1943: John Beck, US-amerikanischer Schauspieler
- 1943: Paul Henderson, ehemaliger kanadischer Eishockeyspieler
- 1944: Alister Allan, britischer Sportschütze
- 1944: Susan Howard, US-amerikanische Schauspielerin
- 1944: Achim Reichel, deutscher Musiker, Komponist und Produzent
- 1944: John Kenneth Tavener, britischer Komponist
- 1945: Herbert Kautz, österreichischer Politiker

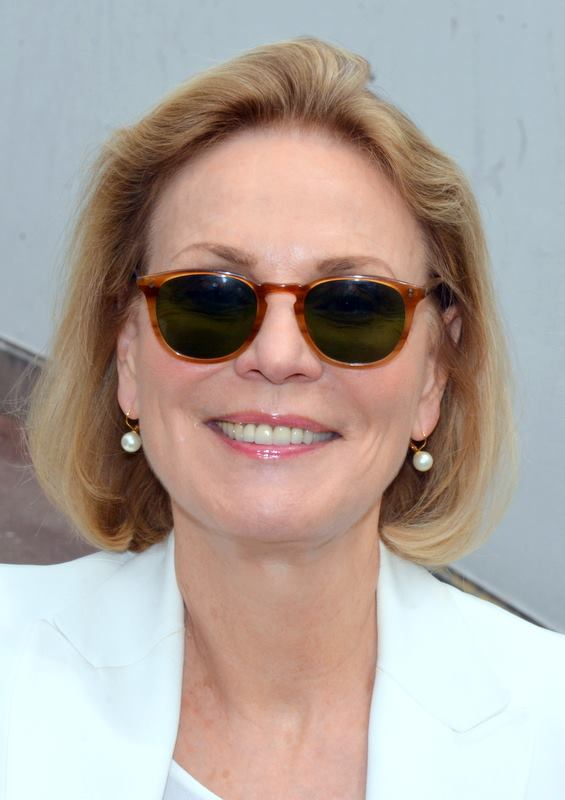
Marthe Keller (* 1945)

- 1945: Marthe Keller, Schweizer Schauspielerin
- 1945: Albrecht Moser, Schweizer Waffen- und Langstreckenläufer
- 1945: Helga Vlahović, kroatische Moderatorin, Journalistin und Fernsehproduzentin
- 1945: Robert Wyatt, britischer Musiker
- 1946: Carlos Cano, spanischer Copla-Sänger, Komponist und Liedertexter
- 1946: Thomas Mann, deutscher Politiker, MdEP
- 1947: Friedrich Pongratz, deutscher Psychologe und Soziologe
- 1947: Svend Studsgaard, dänischer Ringer
- 1948: Antonio Autiero, italienischer Theologe und Philosoph
- 1948: Mikhail Baryshnikov, US-amerikanischer Ballett-Tänzer, Choreograph und Schauspieler
- 1948: Heinz Flohe, deutscher Fußballspieler
- 1948: Charles Taylor, liberianischer Präsident, Angeklagter vor UN-Sondergerichtshof
- 1949: Jürgen Fuhrmann, deutscher Fußballspieler
- 1949: Barry Robinson, britischer Automobilrennfahrer
- 1949: Gregg Popovich, US-amerikanischer Basketballtrainer
- 1950: Hamad bin Isa Al Chalifa, König von Bahrain
- 1950: Bruno Gollnisch, französischer Politiker
- 1950: Heinz Wewering, deutscher Trabrennfahrer und -trainer

#### 1951–1975
- 1951: Karl Honz, deutscher Leichtathlet
- 1951: Leonid Kadenjuk, ukrainischer Raumfahrer
- 1951: Toni Valeruz, italienischer Extremskifahrer
- 1952: Michael Jones, französischer Sänger und Gitarrist
- 1952: Michael Karst, deutscher Leichtathlet
- 1952: Helmut Wiesinger, österreichischer Schauspieler
- 1953: Richard Anconina, französischer Schauspieler
- 1953: Chris Carter, britischer Experimental-Musiker (Throbbing Gristle)
- 1953: Biljana Jovanović, serbische Schriftstellerin, Bürgerrechtlerin und Friedensaktivistin
- 1953: Helmut Middendorf, deutscher Künstler
- 1954: Kurt Albert, deutscher Kletterer, Bergsteiger, Fotograf und Lehrer
- 1954: Peter Lampe, deutscher Theologe
- 1954: Rick Warren, US-amerikanischer Geistlicher
- 1955: Johannes Reimer, russlanddeutscher Professor

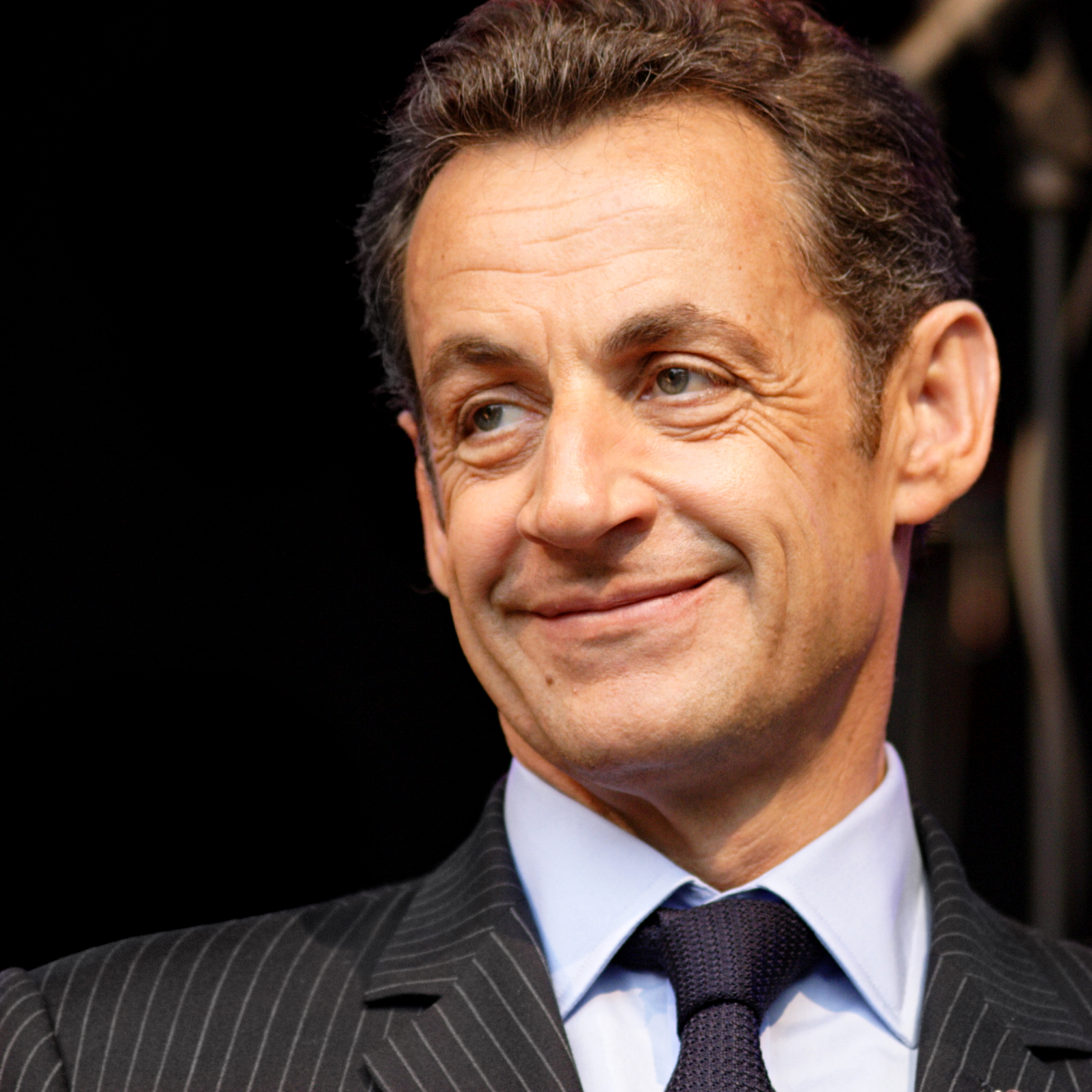
Nicolas Sarkozy (* 1955)

- 1955: Nicolas Sarkozy, französischer Politiker, Minister, Staatspräsident
- 1955: Karl Schlögl, österreichischer Politiker, Innenminister
- 1956: Tim Flannery, australischer Biologe und Zoologe
- 1956: Ulrich Gebauer, deutscher Schauspieler
- 1956: Peter Schilling, deutscher Musiker
- 1957: Wassyl Archypenko, ukrainischer Hürdenläufer
- 1957: Harald Hudak, deutscher Leichtathlet
- 1957: Frédérique Spigt, niederländische Sängerin, Schauspielerin und Malerin
- 1958: Eugen Ehmann, deutscher Jurist und Beamter
- 1958: Heinz Frei, Schweizer Rennrollstuhlsportler
- 1959: Frank Darabont, US-amerikanischer Filmregisseur
- 1960: Elie Bechara Haddad, libanesischer Erzbischof
- 1960: Robert von Dassanowsky, österreichisch-US-amerikanischer Kultur- und Filmhistoriker
- 1961: Arnaldur Indriðason, isländischer Autor von Kriminalromanen
- 1961: Rémy Pochauvin, französischer Automobilrennfahrer
- 1962: Noriko Ogawa, japanische Pianistin
- 1963: Kia Asamiya, japanischer Mangaka (Comiczeichner)

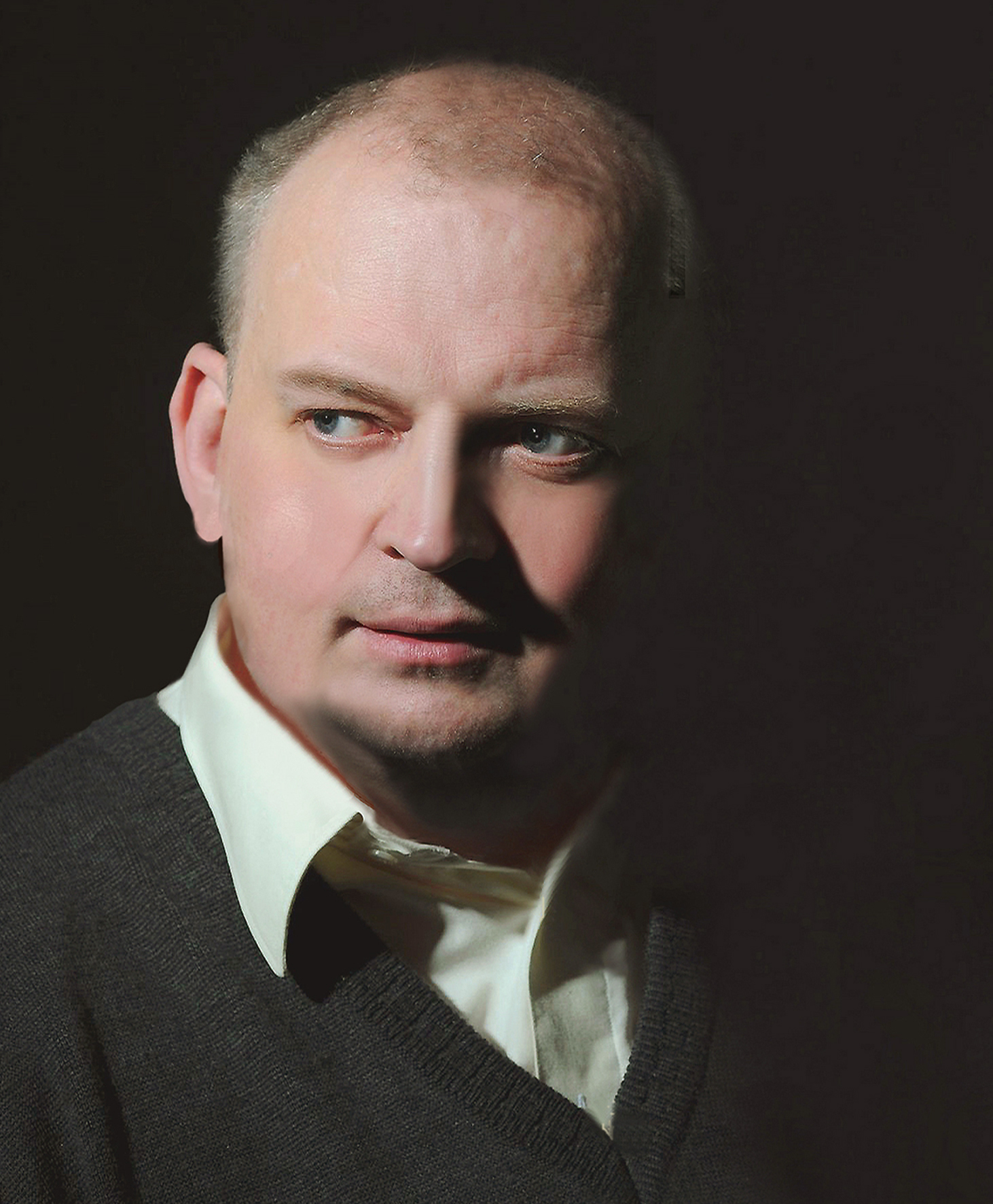
Wolfram Adolph (* 1964)

- 1964: Wolfram Adolph, deutscher Publizist und Musikjournalist
- 1964: Corinna zu Sayn-Wittgenstein-Sayn, deutsche Unternehmerin
- 1965: Nadia Bonfini, italienische Skirennläuferin
- 1966: Julian Argüelles, britischer Tenorsaxophonist und Komponist
- 1966: German Anatoljewitsch Andrejew, russischer Fußballspieler und -trainer

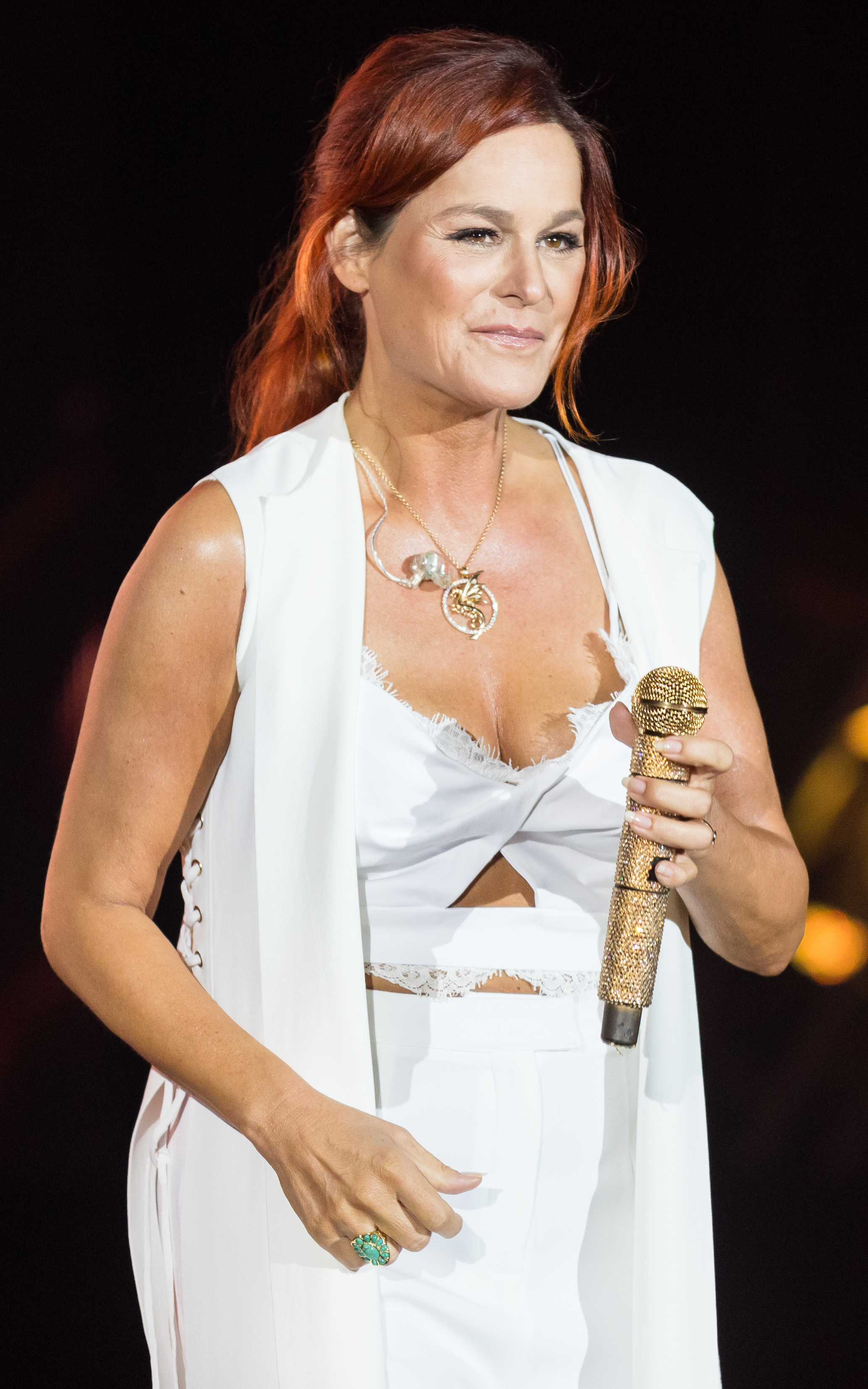
Andrea Berg (* 1966)

- 1966: Andrea Berg, deutsche Sängerin
- 1966: Maik Lippert, deutscher Schriftsteller
- 1966: Thomas Reisinger, österreichischer Schauspieler und Regisseur
- 1966: Christin-Désirée Rudolph, deutsche Schriftstellerin
- 1968: Sarah McLachlan, kanadische Sängerin
- 1968: DJ Muggs, US-amerikanischer DJ und Musikproduzent
- 1968: Alexa Maria Surholt, deutsche Schauspielerin
- 1968: Tore Torvbråten, norwegischer Curler
- 1969: Edi Glieder, österreichischer Fußballspieler
- 1969: Steffen Menze, deutscher Fußballspieler und -trainer
- 1969: Kathryn Morris, US-amerikanische Schauspielerin
- 1970: Julia Jäger, deutsche Schauspielerin
- 1971: Gerrit Grass, deutscher Schauspieler
- 1971: Ingo Hahn, deutscher Hochschullehrer und Politiker
- 1971: Christoph Kottenkamp, deutscher Schauspieler
- 1971: Philippe Siffert, Schweizer Unternehmer und Autorennfahrer
- 1971: Miriam Smolka, deutsche Schauspielerin
- 1971: Hartfrid Wolff, deutscher Politiker, MdB
- 1972: Amy Coney Barrett, Richterin am Obersten Gerichtshof der Vereinigten Staaten
- 1972: Lars Funke, deutscher Eisschnellläufer
- 1973: Sonja Fritschi, Schweizer Distanz-Reiterin
- 1973: Karsten Kramer, deutscher Schauspieler und Synchronsprecher
- 1973: Tomislav Marić, kroatischer Fußballspieler
- 1974: Haila Mompié, kubanische Sängerin
- 1974: Kari Traa, norwegische Skisportlerin
- 1975: Jaliesky García, isländischer Handballspieler
- 1975: Tim Montgomery, US-amerikanischer Leichtathlet

#### 1976–2000
- 1976: Dominik Auer, deutscher Synchronsprecher, Dialogregisseur und Dialogbuchautor

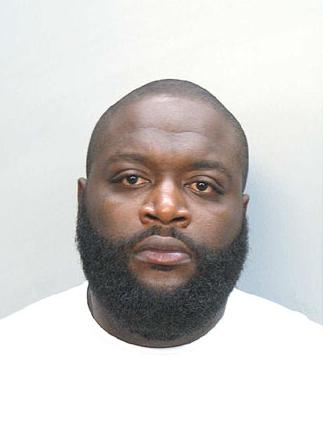
Rick Ross (* 1976)

- 1976: Rick Ross, US-amerikanischer Rapper
- 1976: Oliver Wnuk, deutscher Schauspieler, Autor und Hörspielsprecher
- 1977: Daunte Culpepper, US-amerikanischer American-Football-Spieler
- 1977: Maximilian Krah, deutscher Jurist und Politiker
- 1977: Takuma Satō, japanischer Automobilrennfahrer
- 1978: Gianluigi Buffon, italienischer Fußballspieler
- 1978: Jamie Carragher, englischer Fußballspieler
- 1978: Papa Bouba Diop, senegalesischer Fußballspieler
- 1978: Jasmin Handanovič, slowenischer Fußballspieler
- 1979: Ali Boulala, schwedischer Skateboarder
- 1980: Nick Carter, US-amerikanischer Sänger
- 1980: Salvatore Greco, Schweizer Schauspieler
- 1981: Patrick Mtiliga, dänischer Fußballspieler
- 1981: André Muff, Schweizer Fußballspieler
- 1981: Thomas Schlieter, deutscher Fußballspieler

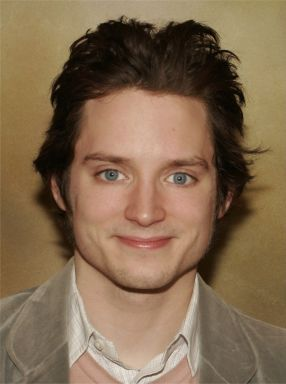
Elijah Wood (* 1981)

- 1981: Elijah Wood, US-amerikanischer Schauspieler
- 1982: Anna Andersson, schwedische Eishockeyspielerin
- 1982: Caspar Austa, estnischer Mountainbike- und Straßenradrennfahrer
- 1982: Jan Kopecký, tschechischer Rallyefahrer
- 1983: Thierry Baudet, niederländischer Politiker, Historiker und Jurist
- 1983: Michael Kempter, deutscher Fußballschiedsrichter
- 1983: Danny Makkelie, niederländischer Fußballschiedsrichter
- 1983: Shirli Volk, deutsche Schauspielerin
- 1983: Kimmo Yliriesto, finnischer Skispringer
- 1984: Madeleine Besson, französische Filmkomponistin
- 1984: Andre Iguodala, US-amerikanischer Basketballspieler
- 1984: Philipp Rellstab, dänisch-schweizerischer Jazzmusiker, Bandleader, Komponist und Arrangeur.
- 1985: J. Cole, US-amerikanischer Rapper und Produzent
- 1985: Aya Miyama, japanische Fußballspielerin
- 1985: Lisbeth Trickett, australische Schwimmerin
- 1985: Basharmal Sultani, afghanischer Boxer
- 1985: Harm Osmers, deutscher Fußballschiedsrichter
- 1986: Jessica Ennis-Hill, britische Leichtathletin
- 1986: Andreas Lienhart, österreichischer Fußballspieler
- 1986: Tommy Milner, US-amerikanischer Automobilrennfahrer
- 1987: Alexandria Anderson, US-amerikanische Sprinterin

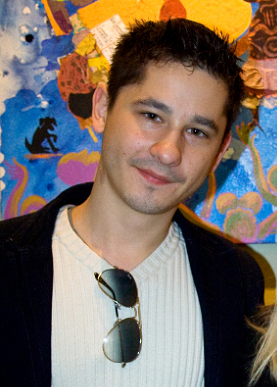
Eldar Djangirov (* 1987)

- 1987: Eldar Djangirov, kirgisischer Pianist
- 1987: Steven O’Dor, australischer Fußballspieler
- 1988: Alexander Otto, deutscher Fußballspieler
- 1988: Stanko Sabljić, kroatischer Handballspieler und -trainer
- 1988: Yuri Sardarov, US-amerikanischer Schauspieler
- 1989: Jeroen Engelsman, deutsch-niederländischer Schauspieler
- 1989: Jason Hoffman, australischer Fußballspieler
- 1989: SSIO, deutscher Rapper
- 1990: Daylon Claasen, südafrikanischer Fußballspieler
- 1990: Tim Treude, deutscher Fußballspieler
- 1991: Jacco Arends, niederländischer Badmintonspieler
- 1991: Kai Kazmirek, deutscher Leichtathlet
- 1991: Tim Schreder, deutscher Fernsehmoderator, Reporter, Journalist und Magier
- 1992: Suzana Lazović, montenegrinische Handballspielerin und -trainerin
- 1992: Nazanin Malaei, iranische Ruderin
- 1993: Maximilian Artajo, deutscher Synchronsprecher und Schauspieler
- 1993: Richmond Boakye, ghanaischer Fußballspieler
- 1993: John Anthony Brooks, deutsch-US-amerikanischer Fußballspieler
- 1993: Michael Leslie, schottischer Snookerspieler
- 1994: Urs Kryenbühl, Schweizer Skirennläufer
- 1994: Maluma, kolumbianischer Sänger
- 1994: Lina Victoria Schmeink, deutsche Regisseurin und Drehbuchschreiberin
- 1995: Merle Frohms, deutsche Fußballtorhüterin
- 1995: Marc Oliver Kempf, deutscher Fußballspieler
- 1998: Ariel Winter, US-amerikanische Schauspielerin und Sängerin
- 1999: Agathe Bessard, französische Skeletonpilotin
- 1999: Jazeek, deutscher Rapper
- 2000: Christian Früchtl, deutscher Fußballspieler
- 2000: Dušan Vlahović, serbischer Fußballspieler

## Gestorben

### Vor dem 19. Jahrhundert
- 0661: Ali ibn Abi Talib, vierter Kalif der Sunniten

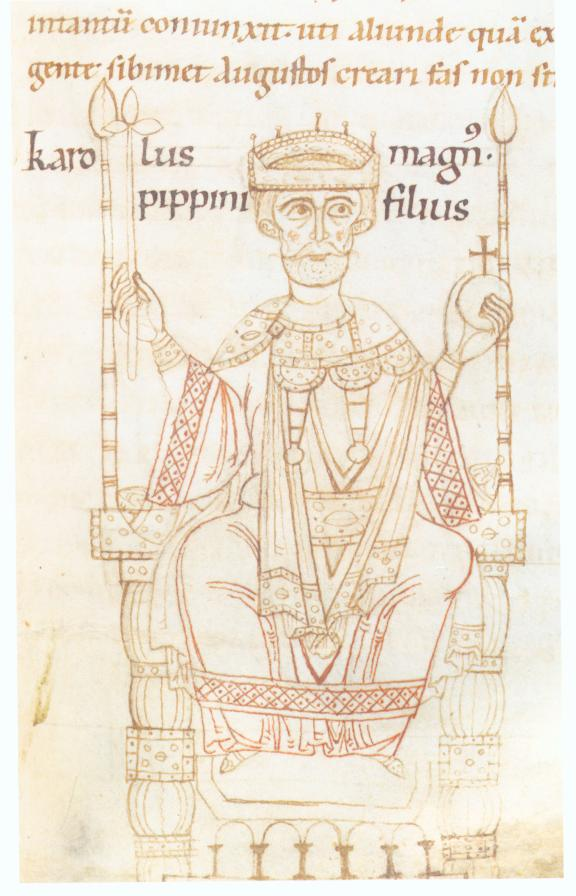
Karl der Große († 814)

- 0814: Karl der Große, fränkischer König und römischer Kaiser
- 0995: Heribert der Jüngere, Graf von Meaux und Troyes
- 1061: Spytihněv II., Fürst von Böhmen
- 1135: Ludwig von Pfullendorf, Abt von Reichenau
- 1204: Alexios IV., Kaiser des Byzantinischen Reichs
- 1204: Isaak II., byzantinischer Kaiser
- 1227: Heinrich Borwin I., Fürst von Mecklenburg
- 1232: Pedro de Montaigu, Großmeister des Templerordens
- 1235: Adam de Villebéon, Großkammerherr von Frankreich
- 1245: Giovanni Colonna, italienischer Kardinal
- 1256: Wilhelm von Holland, römisch-deutscher König
- 1271: Isabella von Aragón, Königin von Frankreich
- 1284: Alexander, schottischer Thronerbe und Lord of Man
- 1290: Johann I., Graf der vorderen Grafschaft Sponheim
- 1294: Safi ad-Din al-Urmawi, Musiker und Musiktheoretiker
- 1323: Uilleam, 3. Earl of Ross, schottischer Adeliger
- 1328: Meister Eckhart, deutscher Dominikaner, Prediger und Theologe (traditionelles Todesdatum, unsicher)
- 1450: Manfred von Riva, italienischer Priester und Einsiedler
- 1469: Konrad Kuene van der Hallen, deutscher Steinbildhauer und Dombaumeister in Köln
- 1505: Giovanni Garzoni, italienischer Humanist, Rhetoriker und Lehrer
- 1522: Jakob Heller, Frankfurter Patrizier, Ratsherr und Bürgermeister
- 1528: Philipp von Kleve-Ravenstein, burgundischer Adliger, Gouverneur in Mailand und Genua
- 1547: Heinrich VIII., König von England und König von Irland
- 1549: Elijah Levita, deutsch-jüdischer Dichter, Humanist und Sprachwissenschaftler
- 1550: Magnus III., Herzog zu Mecklenburg und Administrator des Bistums Schwerin
- 1558: Jakob Micyllus, deutscher Humanist, Dichter und Pädagoge
- 1571: Anne Bourchier, 7. Baroness Bourchier, englische Adelige, Baronin aus eigenem Recht
- 1591: Agnes Sampson, schottische Hebamme und Heilerin, Opfer der Hexenprozesse von North Berwick

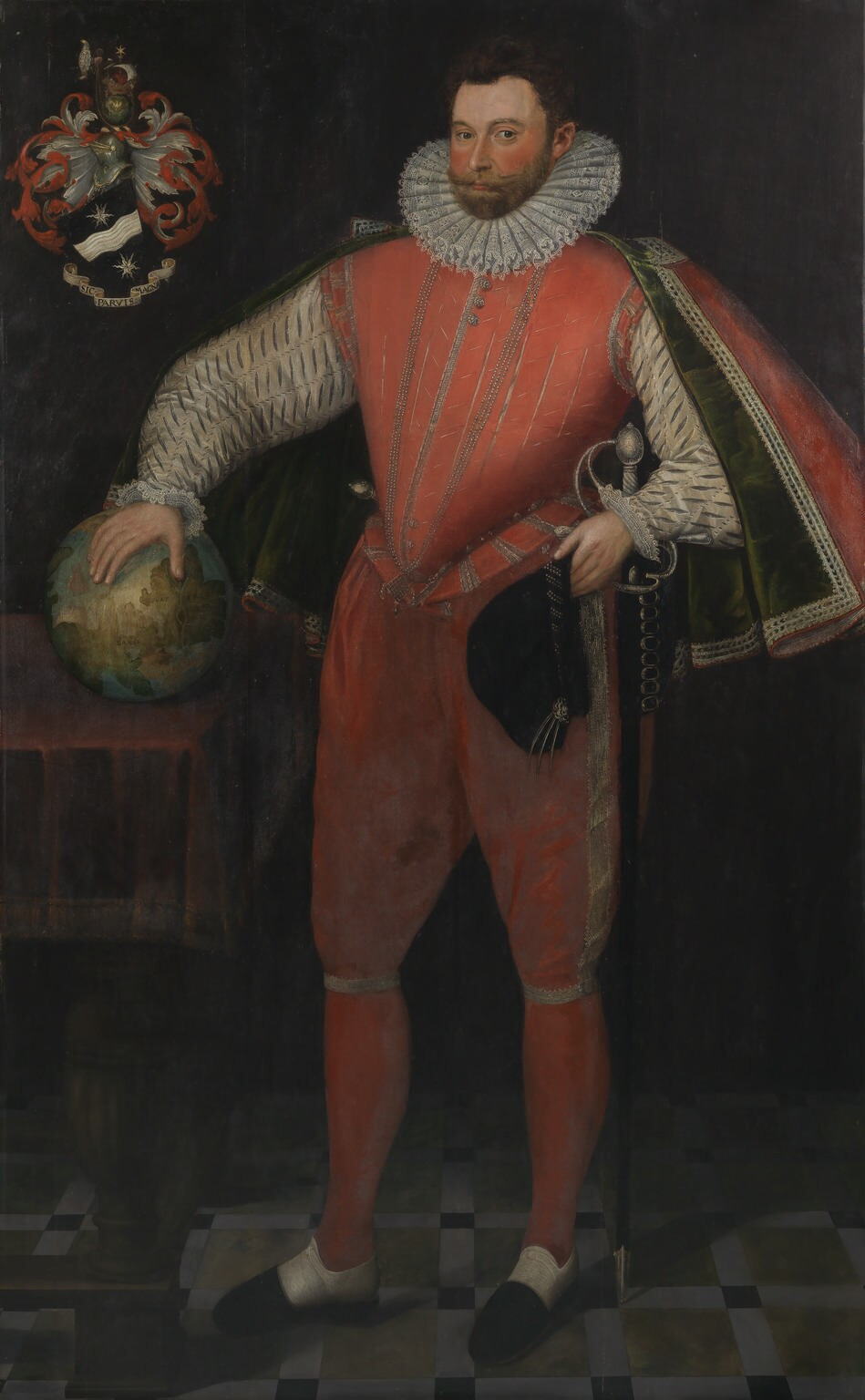
Francis Drake († 1596)

- 1596: Francis Drake, englischer Freibeuter, Entdecker, Vizeadmiral und erster englischer Weltumsegler
- 1612: Thomas Bodley, englischer Staatsmann und Gelehrter
- 1617: Karl II., Herzog von Münsterberg und Oels
- 1621: Paul V., Papst
- 1627: Gerhard Rantzau, dänischer Statthalter im königlichen Anteil Schleswig-Holsteins
- 1628: Izaak van den Blocke, flämischstämmiger Maler des Manierismus
- 1640: Heinrich Matthias von Thurn, böhmischer Hauptführer des böhmischen Aufstands
- 1651: Manuel de Moura, portugiesischer Adliger, Statthalter der habsburgischen Niederlanden
- 1658: Matthias Pasor, deutscher Theologe, Mathematiker und Linguist
- 1663: Jacob Lossius, deutscher lutherischer Theologe
- 1671: Vollrad Ludolf von Krosigk, deutscher Soldat und Kommunalpolitiker
- 1685: David Mozart, Augsburger Maurer und Baumeister
- 1687: Johannes Hevelius, deutscher Astronom
- 1690: Thomas von Quentel, deutscher Priester und Offizial
- 1697: John Fenwick, englischer Jakobiten-Verschwörer
- 1725: Louis d’Aubusson, duc de La Feuillade, französischer Militär
- 1726: Marie-Elisabeth de Ludres, Ehrendame am französischen Königshof und Mätresse Ludwigs XIV.
- 1730: Samuel Strimesius, deutscher Physiker und reformierter Theologe
- 1734: Danylo Apostol, ukrainischer Kosakenhetman
- 1753: Nathaniel Rice, britischer Kolonialgouverneur von North Carolina
- 1754: Ludvig Holberg, dänisch-norwegischer Dichter
- 1755: André Falquet, Schweizer Kaufmann, Händler und Abgeordneter im Genfer Rat der Zweihundert
- 1761: Francesco Feo, neapolitanischer Komponist
- 1774: Antonio Galli da Bibiena, italienischer Dekorationsmaler und Architekt
- 1776: Julián Manuel de Arriaga y Rivera, spanischer Adeliger, Offizier und Minister
- 1779: Joseph Franz Xaver von Hoppenbichl, deutscher katholischer Geistlicher und Ökonom
- 1782: Jean-Baptiste Bourguignon d’Anville, französischer Geograf und Kartograf
- 1785: Johann Gottfried Clemen, deutscher Plantagenbesitzer
- 1794: Henri de La Rochejaquelein, Anführer der Aufständischen während des Vendée-Aufstands

### 19. Jahrhundert
- 1803: Karl von Marinelli, österreichischer Schauspieler und Schriftsteller
- 1805: Mihály Csokonai Vitéz, ungarischer Dichter
- 1817: Michel-François Calmelet, französischer Ingenieur
- 1819: Johann Karl Wezel, deutscher Dichter, Schriftsteller und Pädagoge
- 1820: Ádam Pálóczi Horváth, ungarischer Dichter
- 1825: Louise von Holtei, österreichische Theaterschauspielerin
- 1825: Johann Ludwig Klohss, deutscher Mediziner
- 1829: Albrecht Ludwig Berblinger, deutscher Flugpionier (Der Schneider von Ulm)
- 1832: Augustin-Daniel Belliard, französischer General
- 1832: Carsten Tank, norwegischer Kaufmann und Politiker
- 1834: Sophie von Dönhoff, Ehefrau des preußischen Königs Friedrich Wilhelm II.

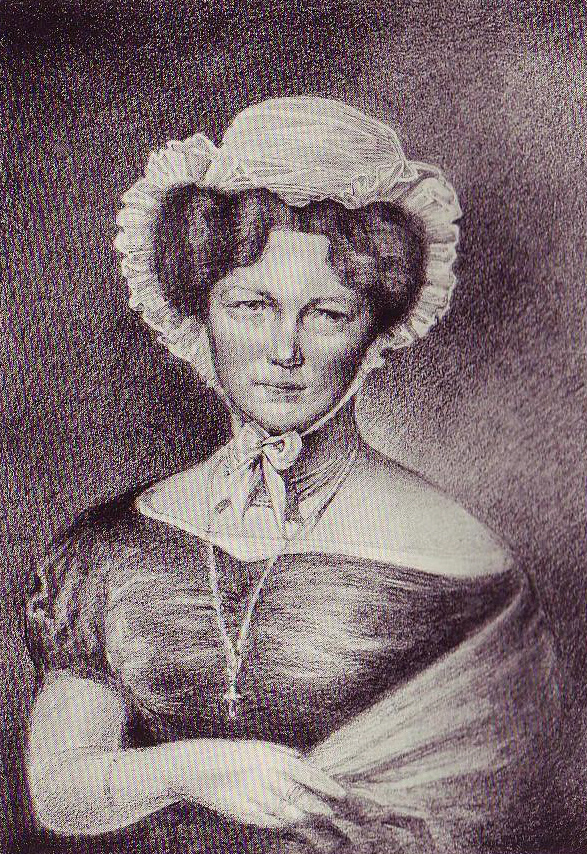
Marie von Clausewitz († 1836)

- 1836: Marie von Clausewitz, deutsche Herausgeberin der militärhistorischen Werke ihres Ehegatten Carl von Clausewitz
- 1839: William Beechey, britischer Maler
- 1840: Heinrich Christian von Ulmenstein, deutscher Jurist und Beamter
- 1844: Peter Karl Attenhofer, Schweizer Politiker
- 1844: Johannes van den Bosch, holländischer Generalleutnant und Gouverneur von Niederländisch-Indien
- 1845: Ernst von Houwald, deutscher Schriftsteller und Dramatiker

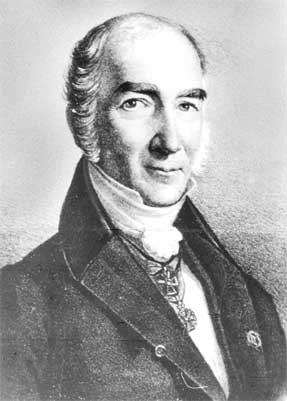
Johann Friedrich Erdmann († 1846)

- 1845ː Elisabeth Michailowna Romanowa, russische Großfürstin und Herzogin von Nassau
- 1846: Johann Friedrich Erdmann, deutscher Mediziner
- 1849: Rudolf Burnitz, deutscher Architekt
- 1856: Helmina von Chézy, deutsche Dichterin und Librettistin
- 1859: Carl Adolph Agardh, schwedischer Botaniker
- 1859: Eugen von Maucler, deutscher Politiker

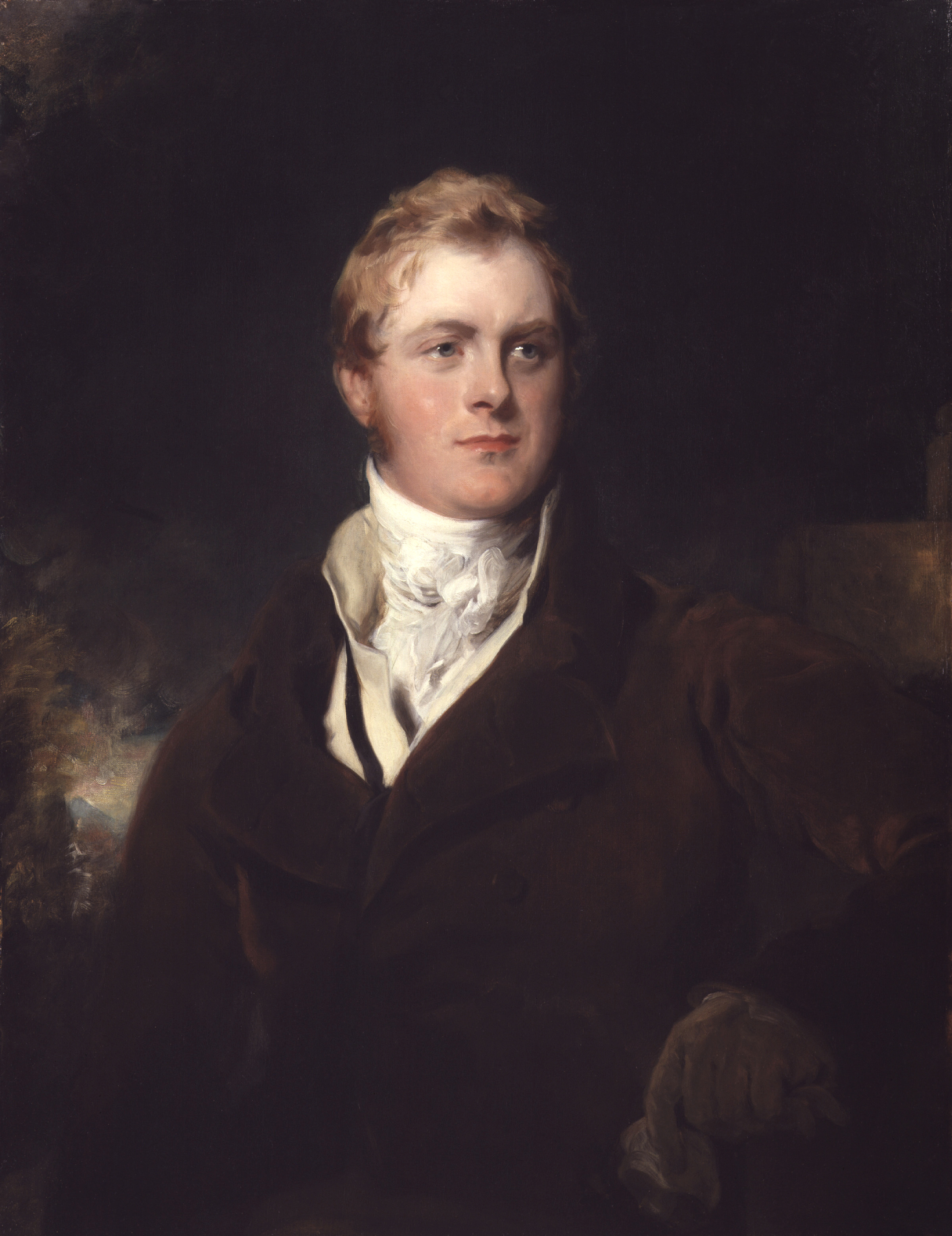
Frederick John Robinson († 1859)

- 1859: Frederick Robinson, 1. Earl of Ripon, britischer Politiker
- 1864: Émile Clapeyron, französischer Physiker
- 1865: Felice Romani, italienischer Opernlibrettist
- 1868: Adalbert Stifter, österreichischer Heimatdichter, Maler und Pädagoge
- 1868: Kate Warne, US-amerikanische Detektivin
- 1871: Édouard Armand Lartet, französischer Jurist und Paläontologe, Entdecker des Pliopithecus
- 1872: Gottfried Carl Freitag, deutscher Pfarrer und Autor
- 1874: Ludwig von Gablenz, österreichischer General
- 1874: James Thompson, US-amerikanischer Jurist und Politiker
- 1876: Ferenc Deák, ungarischer Politiker
- 1877: Johann Rudolf Kölner, Schweizer Publizist und Dichter
- 1880: James De Mille, kanadischer Professor für klassische Literatur und Schriftsteller
- 1883: Carl Adolf Riebeck, deutscher Industrieller und Bergwerksunternehmer
- 1884: August Wilhelm Grube, deutscher Pädagoge und Schriftsteller
- 1889: Đồng Khánh, neunter Kaiser der vietnamesischen Nguyễn-Dynastie
- 1889: Anna von Szent-Ivanyi, pfälzische Adelige und Weingutsbesitzerin
- 1890: Prudence Crandall, US-amerikanische Lehrerin und Bürgerrechtlerin
- 1891: Johann Jakob Kieffer, deutscher Keramiker, Historien- und Porträtmaler
- 1891: Felipe Poey, kubanischer Naturforscher
- 1894: August Hirsch, deutscher Arzt, Epidemiologe und Medizinhistoriker
- 1895: François Certain de Canrobert, französischer General und Marschall von Frankreich
- 1896: August Wild, deutscher Edelsteingraveur
- 1898: Alexandru Flechtenmacher, rumänischer Komponist, Violinist, Dirigent und Lehrer
- 1899: George Sears Greene, US-amerikanischer Brigadegeneral und vermutlich ältester aktiver Leutnant der Weltgeschichte

### 20. Jahrhundert

#### 1901–1950
- 1900: Hanns Bruno Geinitz, deutscher Geologe und Paläontologe
- 1903: John Beard Allen, US-amerikanischer Politiker

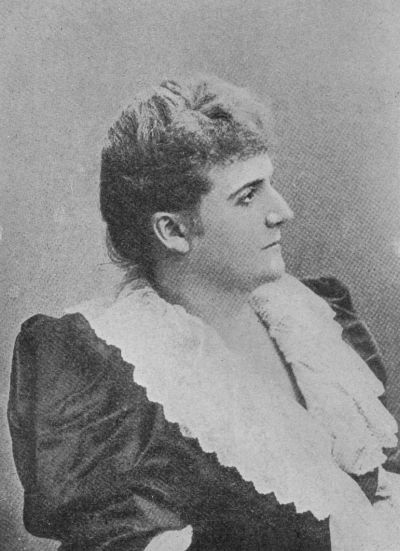
Augusta Holmès († 1903)

- 1903: Augusta Holmès, französische Komponistin
- 1904: Karl Emil Franzos, österreichischer Publizist und Schriftsteller
- 1904: Asta Heiberg, deutsche Schriftstellerin
- 1907: Oskar Nast, deutscher Oberbürgermeister von Cannstatt
- 1908: Josef Freinademetz, katholischer Ordensmann, Chinamissionar
- 1910: Angelo Agostini, brasilianischer Karikaturist und Journalist
- 1911: August Aschinger, deutscher Gastronom
- 1911: Maurice Yvon, französischer Architekt
- 1911: Carl Robert Lessing, Miteigentümer und Herausgeber der „Vossischen Zeitung“
- 1912: Eloy Alfaro, ecuadorianischer Militär und Politiker
- 1918: Eugène de Dietrich, Elsässer Industrieller und Mitglied des Deutschen Reichstages
- 1918: John McCrae, kanadischer Dichter, Schriftsteller und Mediziner
- 1919: Ernst Adam, deutscher Schriftsteller

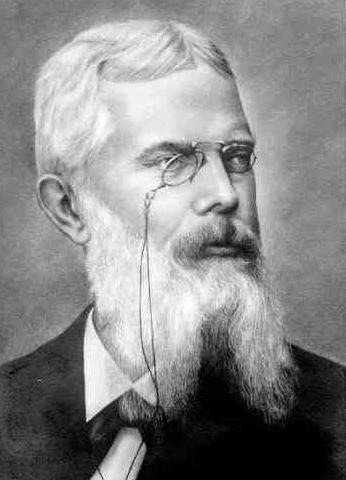
Franz Mehring († 1919)

- 1919: Franz Mehring, deutscher Publizist, Politiker und Historiker
- 1922: Elizabeth Jane Gardner, US-amerikanisch-französische Malerin
- 1924: Teófilo Braga, portugiesischer Literat und Staatsmann
- 1925ː Sophie von Herget-Dittrich, deutsche Pianistin und Präsidentin des Klubs deutscher Künstlerinnen in Prag
- 1926: Gustav Adolf Skalský, tschechischer evangelisch-lutherischer Theologe, Geistlicher und Hochschullehrer
- 1928: Vicente Blasco Ibáñez, spanischer Schriftsteller
- 1931: Gunther Plüschow, deutscher Marineoffizier und Flugpionier (Flieger von Tsingtau)
- 1931: Bernardo Soto Alfaro, Präsident von Costa Rica
- 1932: Feliciano Ama, indigener Bauernführer
- 1935: Michail Michailowitsch Ippolitow-Iwanow, russischer Komponist und Dirigent
- 1936: Oscar K. Allen, US-amerikanischer Politiker
- 1937ː Milka Fritsch, deutsche Politikerin (DVP) und Frauenrechtlerin
- 1938: Bernd Rosemeyer, deutscher Automobilrennfahrer
- 1938: Giacinto Sertorelli, italienischer Skirennläufer
- 1939: William Butler Yeats, irischer Dichter
- 1940: Rodolphe Plamondon, kanadischer Sänger, Cellist und Musikpädagoge
- 1940: Alexander Iwanowitsch Uspenski, sowjetischer Leiter von Staatssicherheits- und Geheimdiensten (Tscheka, GPU, NKWD)
- 1941: Charles Nollet, französischer General und Vorsitzender der Interalliierten Kontrollkommission und Kriegsminister
- 1942: Heinrich Finkelstein, deutscher Kinderarzt, Pionier der Säuglingsheilkunde
- 1944: Elisabeth Lange, deutsche Widerstandskämpferin gegen den Nationalsozialismus
- 1946: Else Federn, österreichische Fürsorgerin
- 1946: Anton Rintelen, österreichischer Jurist und Politiker
- 1947: Reynaldo Hahn, französischer Komponist
- 1948: Ludwig Schaschek, österreichischer Kameramann
- 1949: Jean-Pierre Wimille, französischer Rennfahrer
- 1950: Joe McCoy, US-amerikanischer Blues-Gitarrist und Sänger

#### 1951–2000
- 1953: Hans Freundt, deutscher Schauspieler, Hörspielregisseur, Hörfunksprecher und Autor
- 1953: Hermann Grosser, schlesischer Lehrer, Kunsterzieher, Maler und Graphiker
- 1953: James Scullin, australischer Politiker und Premierminister
- 1953: Theophil Wurm, deutscher Theologe und evangelischer Bischof
- 1957: Walter Schaub, Schweizer Politiker und Heimatkundler

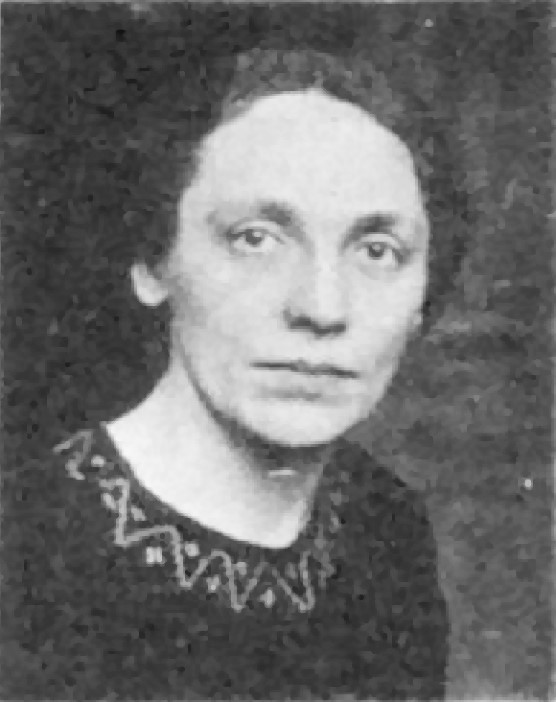
Marie Juchacz († 1956)

- 1956: Marie Juchacz, deutsche Sozialreformerin und Frauenrechtlerin, Gründerin der Arbeiterwohlfahrt (AWO)
- 1959: Viktor Keldorfer, österreichischer Chordirigent und Komponist
- 1960: Zora Neale Hurston, US-amerikanische Anthropologin und Schriftstellerin
- 1962: Genoveva Schauer, deutsche Kommunalpolitikerin
- 1963: John Farrow, australischer Drehbuchautor und Regisseur
- 1963: Gustave Garrigou, französischer Radrennfahrer
- 1963: Jean-Felix Piccard, US-amerikanischer Chemiker und Ballonfahrer
- 1964: Karl Abetz, deutscher Forstwissenschaftler und Hochschullehrer
- 1965: Ernst Exss, deutscher General
- 1965: Maxime Weygand, französischer General und Politiker
- 1967: Ludwig Frederick Audrieth, US-amerikanischer Chemiker
- 1968: Lore Schill, deutsche Malerin
- 1969: Jakob Grimminger, deutscher SS-Offizier und NS-Fahnenträger
- 1969: Louis Villeneuve, französischer Automobilrennfahrer
- 1970: Martha Maas, deutsche Fotografin

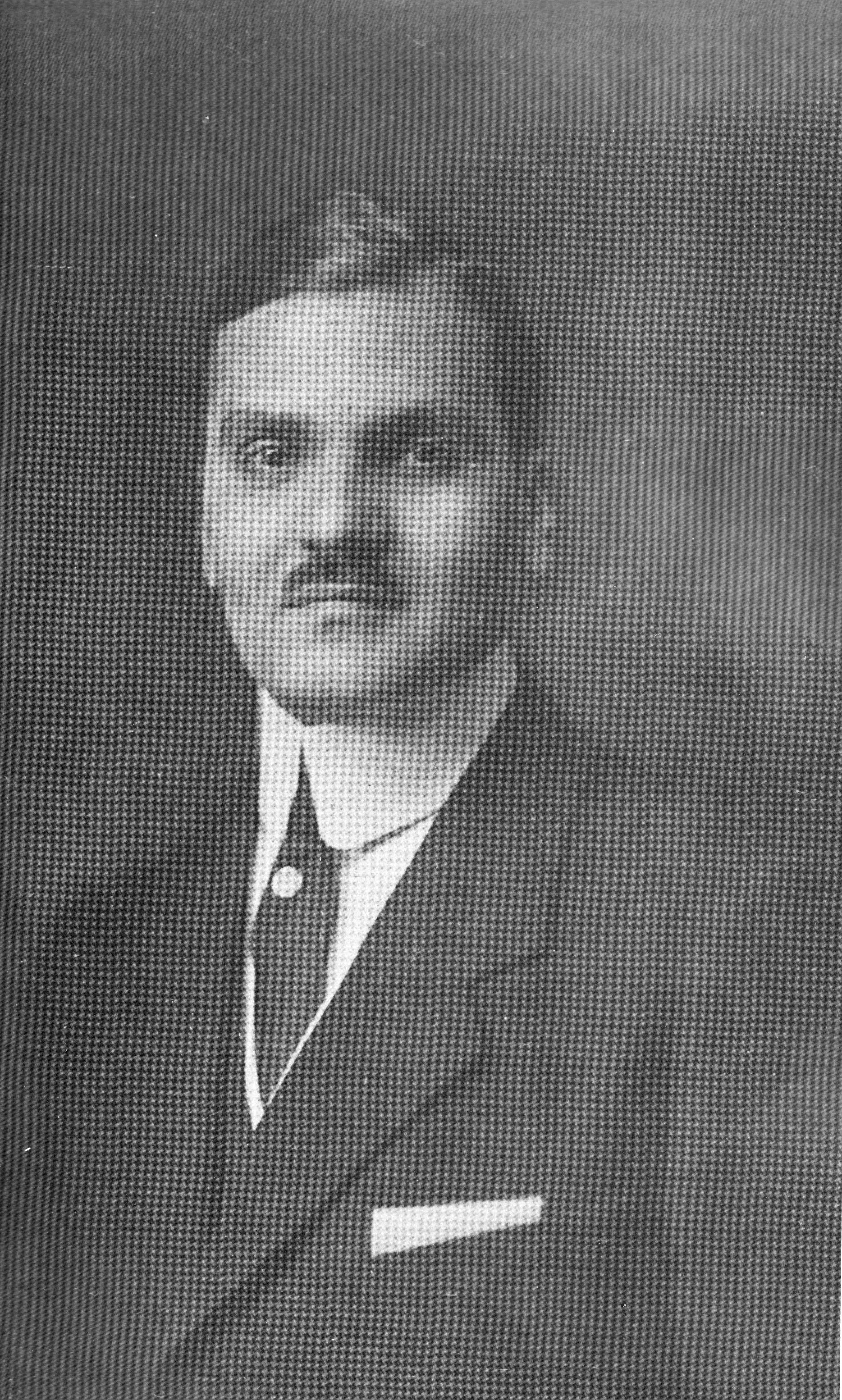
Seyyed Hassan Taqizadeh († 1970)

- 1970: Seyyed Hassan Taqizadeh, iranischer Wissenschaftler, Publizist, Abgeordneter, Minister und Diplomat
- 1971: Peter Dembowski, deutscher Mathematiker
- 1971: Donald Winnicott, britischer Kinderarzt und Psychoanalytiker
- 1972: Fritz Apelt, deutscher Politiker
- 1972: Dino Buzzati, italienischer Schriftsteller
- 1972: Karl Wittmaack, deutscher Hals-Nasen-Ohren-Arzt
- 1973: John Banner, österreichischer Schauspieler
- 1973: J. O. LaMadeleine, kanadischer Fiddlespieler
- 1975: Antonín Novotný, tschechoslowakischer Politiker, Staatspräsident
- 1976: Anna Beddies, deutsche Politikerin
- 1976: Erich Brock, deutsch-schweizerischer Philosoph und Hochschullehrer
- 1976: Marcel Broodthaers, belgischer Künstler
- 1976: Ray Nance, US-amerikanischer Jazz-Trompeter und Violinist
- 1977: Benito Quinquela Martín, argentinischer Maler
- 1978: Arnold Hauser, ungarisch-deutscher Kunsthistoriker und Kunstsoziologe
- 1980: Franco Evangelisti, italienischer Komponist, Improvisationsmusiker und Musiktheoretiker
- 1980: Pat Griffith, britischer Automobilrennfahrer
- 1982: Hans Sprung, deutscher Motorradrennfahrer
- 1983: Rudolf Aschenauer, deutscher Jurist
- 1983: Bryher, britische Schriftstellerin
- 1983: Billy Fury, britischer Rock-’n’-Roll-Sänger
- 1984: Al Dexter, US-amerikanischer Country-Musiker und Songwriter
- 1985: Alfredo Foni, italienischer Fußballspieler und -trainer
- 1985: Tommy Jarrell, US-amerikanischer Fiddle- und Banjospieler und Sänger
- 1985: Richard Paquier, Schweizer evangelischer Geistlicher
- 1986: Gregory Bruce Jarvis, US-amerikanischer Astronaut
- 1986ː Hildegard Dörge-Schröder, deutsche Architektin, erste Regierungsbaumeisterin in Deutschland
- 1986: Horace Lapp, kanadischer Pianist, Organist, Dirigent und Komponist
- 1986: Christa McAuliffe, US-amerikanische Lehrerin und Astronautin
- 1986: Ronald McNair, US-amerikanischer Astronaut
- 1986: Ellison Shoji Onizuka, US-amerikanischer Astronaut
- 1986: Francis Richard Scobee, US-amerikanischer Astronaut
- 1986: Michael John Smith, US-amerikanischer Astronaut
- 1986: Judith Resnik, US-amerikanische Astronautin
- 1987: Grete Rehor, österreichische Politikerin

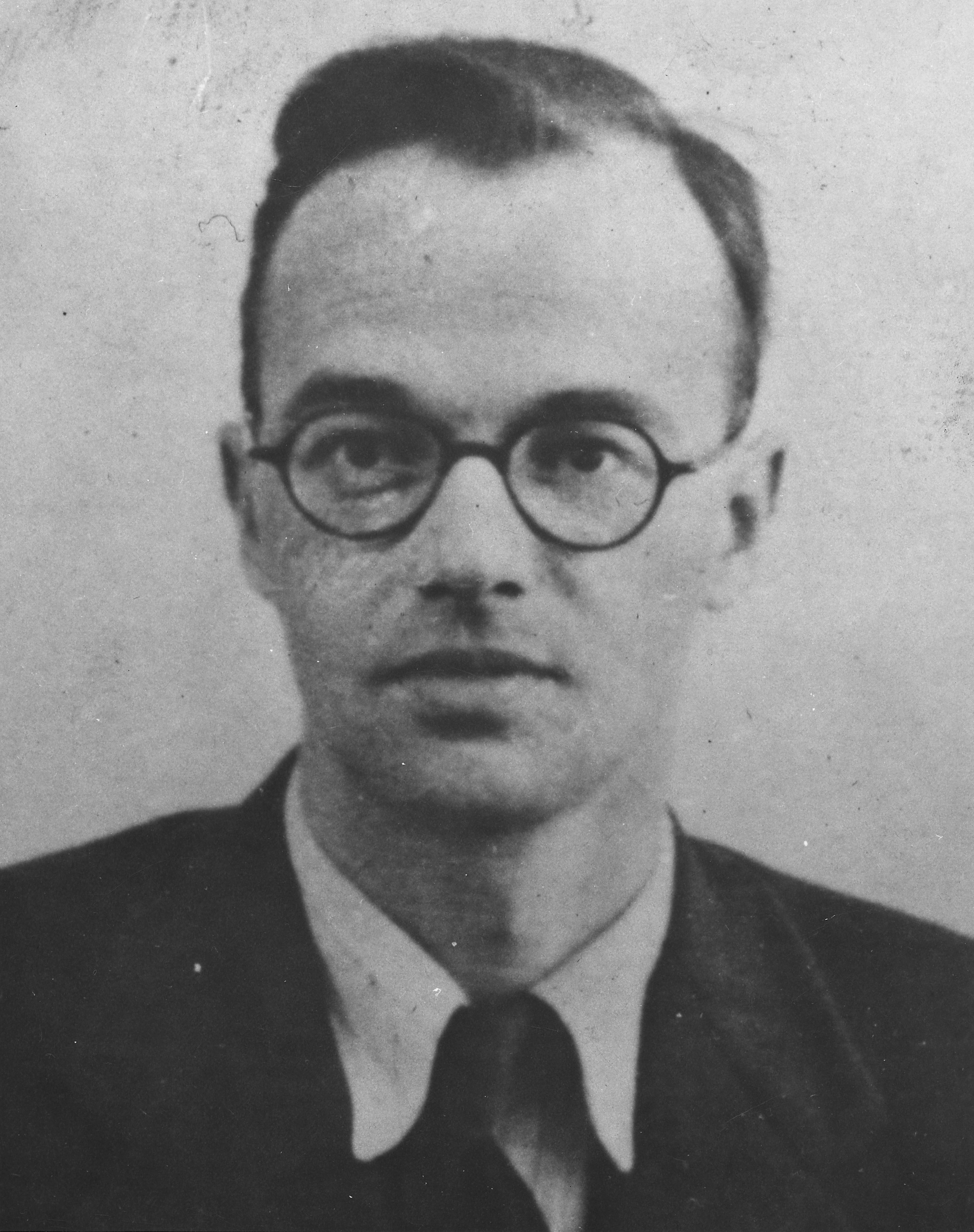
Klaus Fuchs († 1988)

- 1988: Klaus Fuchs, deutsch-britischer Kernphysiker, sowjetischer „Atomspion“
- 1990: Josef Konrad Scheuber, Schweizer Geistlicher und Jugend- und Volksschriftsteller
- 1991: Red Grange, US-amerikanischer American-Football-Spieler
- 1991: Kurt Sowinetz, österreichischer Volksschauspieler
- 1992: Herta Fey, deutsche Schwimmerin
- 1992: Arvo Ylppö, finnischer Kinderarzt für Neonatologie (Neugeborenenmedizin)
- 1993: Helen Sawyer Hogg, kanadische Astronomin
- 1993: Kay Swift, US-amerikanische Komponistin
- 1994: Georges Anawati, ägyptischer Dominikaner, Priester und Islamwissenschaftler
- 1994: Rosa Jochmann, österreichische Politikerin
- 1995: Aldo Gordini, französischer Automobilrennfahrer
- 1996: Jerry Siegel, US-amerikanischer Comicautor, Mit-Erfinder von Superman
- 1996: Joseph Brodsky, russisch-US-amerikanischer Dichter und Literaturnobelpreisträger
- 1997: Bruce Jennings, US-amerikanischer Automobilrennfahrer
- 1997: Edmond de Stoutz, Schweizer Musiker und Dirigent, Gründer des Zürcher Kammerorchesters
- 1997: Mikel Koliqi, albanischer Kardinal
- 1997: Edith Wolff, deutsche Widerstandskämpferin gegen den Nationalsozialismus
- 1998ː Marion Keller, deutsche Journalistin, Drehbuchautorin und Filmregisseurin
- 1998: Ernst Klett, deutscher Verleger
- 1999: Waleri Gawrilin, russischer Komponist
- 1999: Leonard C. Lewin, US-amerikanischer Schriftsteller und Satiriker
- 1999: František Vláčil, tschechischer Regisseur
- 2000: Bertel Lauring, dänischer Schauspieler
- 2000: Hans Winkler, deutscher Maler

### 21. Jahrhundert
- 2001: Ivan Prasko, ukrainischer Bischof
- 2001: Hartmut Reck, deutscher Filmschauspieler und Synchronsprecher
- 2001: Max Weiler, österreichischer Maler

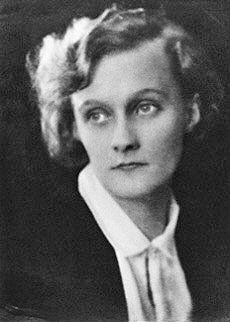
Astrid Lindgren († 2002)

- 2002: Astrid Lindgren, schwedische Kinderbuchautorin
- 2002: Jean Piaubert, französischer Maler
- 2003: Miloš Milutinović, jugoslawischer Fußballspieler und -trainer
- 2004ː Perle Bugnion-Secrétan, Schweizer Frauenrechtlerin
- 2004: Mel Pritchard, britischer Musiker
- 2005: Daniel Branca, argentinischer Maler und Comic-Zeichner
- 2005: Jim Capaldi, britischer Musiker
- 2005: Ernst Knoesel, deutscher Fußballspieler und Sportfunktionär
- 2005: Karen Lancaume, französische Schauspielerin
- 2005: Jacques Villeret, französischer Schauspieler
- 2006: Reza Homam, deutsch-iranischer Visagist
- 2006: Jitzchak Kadouri, israelischer Rabbiner
- 2007: Wiktoria Calma, polnische Opernsängerin

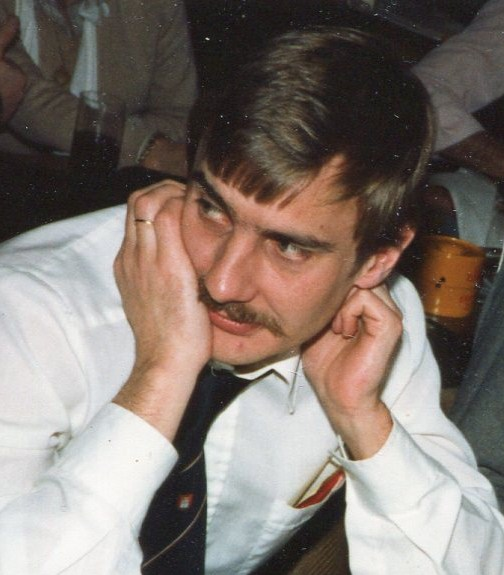
Werner Hackmann († 2007)

- 2007: Werner Hackmann, deutscher Politiker und Sportfunktionär
- 2007: Wolfgang Schoor, deutscher Komponist
- 2007: Karel Svoboda, tschechischer Komponist
- 2008: Erwin van Aaken, deutscher Architekt
- 2008: Christodoulos I., griechischer Erzbischof
- 2008: Juana Francisca Rubio, spanische Plakatkünstlerin und Malerin
- 2008: Marie Takvam, norwegische Dichterin und Schriftstellerin
- 2009: Glenn Davis, US-amerikanischer Hürdenläufer, Olympiasieger
- 2009: Werner Flume, deutscher Rechtswissenschaftler
- 2009: Billy Powell, US-amerikanischer Musiker
- 2010: Kazimierz Mijal, polnischer Politiker, Dissident und antifaschistischer Widerstandskämpfer
- 2011: Hamida Barmaki, afghanische Juristin, Menschenrechtlerin und Politikerin
- 2011: Inge Pohl, deutsche Politikerin
- 2011: Margaret Price, britische Sopranistin
- 2013: Ceija Stojka, österreichische Schriftstellerin und Künstlerin, Holocaust-Überlebende
- 2015: Yves Chauvin, französischer Chemiker und Nobelpreisträger
- 2015: Erika Endesfelder, deutsche Ägyptologin
- 2015: Eleonore Kastner, bekannt als Oma Ella, ehemalige Friseurin, wurde 105 Jahre alt
- 2017: Andrzej Nikodemowicz, ukrainisch-polnischer Komponist, Pianist und Musikpädagoge
- 2018: Heinz Beinert, deutscher Funktionär in der Jugendarbeit
- 2018: Coco Schumann, deutscher Jazzmusiker und Gitarrist
- 2018: Gene Sharp, US-amerikanischer Politologe
- 2019: Lise Henningsen, dänische Schauspielerin
- 2019: Yoskar Sarante, dominikanischer Bachatasänger
- 2021: Lida Barrett, US-amerikanische Mathematikerin
- 2021: Rodney Boll, kanadischer Sportschütze
- 2021: Hernan Borja, US-amerikanischer Fußballspieler und -trainer
- 2021: Paul J. Crutzen, niederländischer Meteorologe und Nobelpreisträger
- 2021: Rafael Heredia, mexikanischer Basketballspieler
- 2021: Alberto Matos, portugiesischer Leichtathlet
- 2021: Cicely Tyson, US-amerikanische Schauspielerin
- 2022: Hanspeter Lanig, deutscher Skirennläufer
- 2023: Phillip Coles, australischer Kanute, Rettungsschwimmer und Sportfunktionär
- 2023: Wolfgang Höflinger, deutscher Fußballspieler
- 2023: Stefan Kjernholm, schwedischer Rennrodler
- 2023: Lisa Loring, US-amerikanische Schauspielerin
- 2023: Lucien Trueb, Schweizer Chemiker, Journalist und Autor
- 2025ː Marina Colasanti, brasilianische Autorin

## Feier- und Gedenktage
- Kirchliche Gedenktage
  - Hl. Karl der Große, fränkischer König (evangelisch; katholisch: inoffiziell)
  - Hl. Thomas von Aquin, italienischer Philosoph, Theologe und Kirchenlehrer (katholisch)
  - Hl. Manfred von Riva, italienischer Einsiedler und Priester (katholisch)
  - Hl. Ephräm der Syrer, römischer Schriftsteller und Kirchenlehrer (orthodox)
- Namenstage
  - Manfred, Thomas, Caroline
- Gedenktage internationaler Organisationen
  - Europäischer Datenschutztag (Europarat) (seit 2007)

Weitere Einträge enthält die Liste von Gedenk- und Aktionstagen.